# Liste der Biografien/Coa–Cod
Liste der Biografien |
Portal Biografien |
Personensuche
# |
A |
B |
C |
D |
E |
F |
G |
H |
I |
J |
K |
L |
M |
N |
O |
P |
Q |
R |
S |
T |
U |
V |
W |
X |
Y |
Z |
?
 
Ca |
Cb |
Cc |
Ce |
Ch |
Ci |
Cj |
Ck |
Cl |
Cm |
Cn |
Co |
Cr |
Cs |
Ct |
Cu |
Cv |
Cw |
Cy |
Cz
 
Coa–Cod |
Coe–Cok |
Col |
Com |
Con |
Coo–Coq |
Cor |
Cos |
Cot |
Cou |
Cov |
Cow |
Cox |
Coy |
Coz
Die Liste der Biografien führt alle Personen auf, die in der deutschsprachigen Wikipedia einen Artikel haben. Dieses ist eine Teilliste mit 642 Einträgen von Personen, deren Namen mit den Buchstaben „Coa“ – „Cod“ beginnt.

## Coa–Cod

### Coa
- Coach Bennet (* 1995), deutscher RapperCoach Bennet (* 1995)

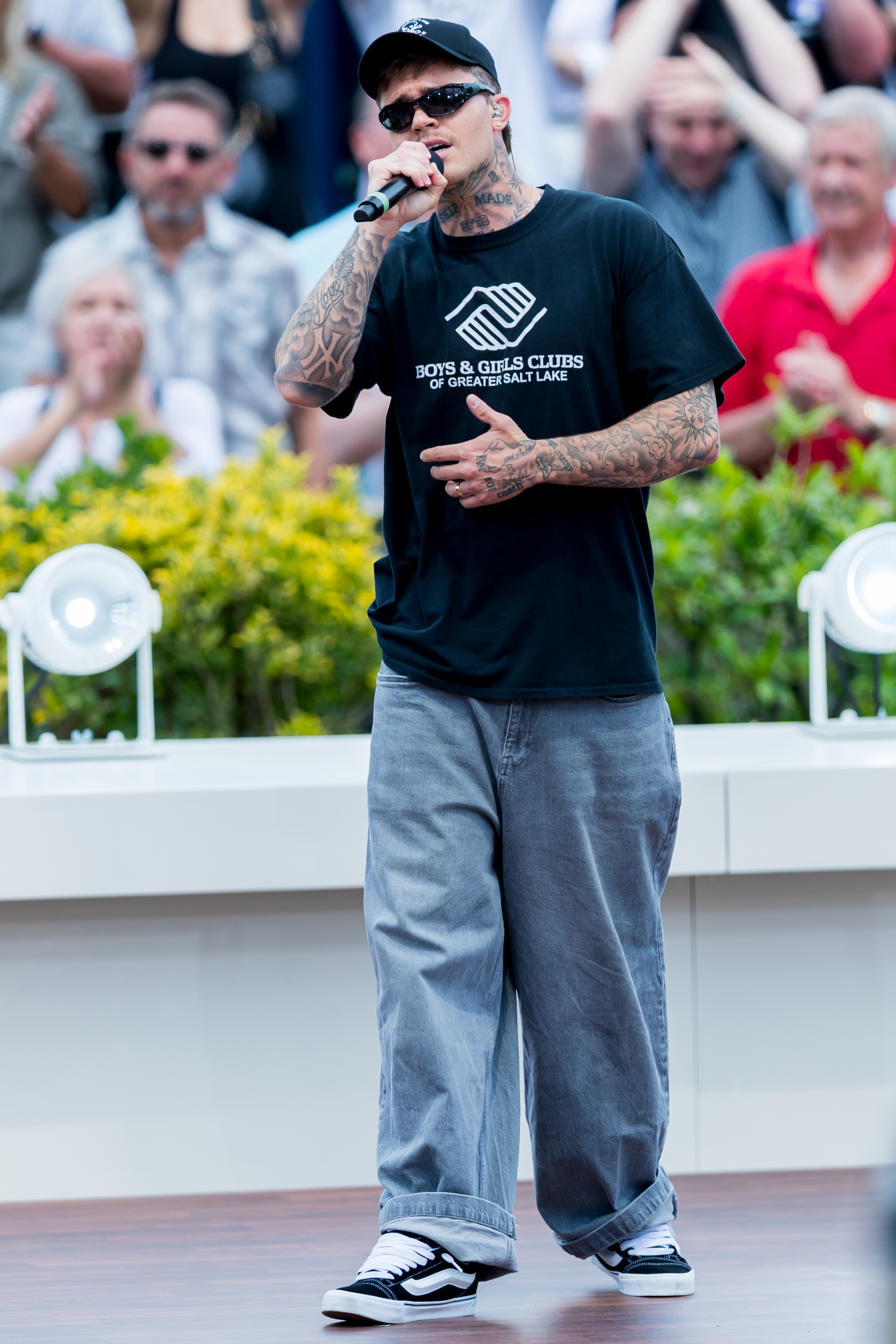
Coach Bennet (* 1995)

- Coachman, Alice (1923–2014), US-amerikanische Leichtathletin
- Coachman, Jonathan (* 1973), US-amerikanischer Journalist und Wrestling-Kommentator
- Coad, Merwin (* 1924), US-amerikanischer Politiker
- Coade, Eleanor (1733–1821), Erfinderin eines keramischen, witterungsbeständigen Kunststeins
- Coady, Charles Pearce (1868–1934), US-amerikanischer Politiker
- Coady, Conor (* 1993), englischer Fußballspieler
- Coady, Lynn (* 1970), kanadische Schriftstellerin
- Coady, Tess (* 2000), australische Snowboarderin
- Coaffee, Cyril (1897–1945), kanadischer Leichtathlet
- Coage, Allen (1943–2007), US-amerikanischer Wrestler und Judoka
- Coaker, Graham (1932–1971), britischer Ingenieur und Geschäftsmann
- Coakley, Dexter (* 1972), US-amerikanischer American-Football-Spieler
- Coakley, John (* 1949), irischer Politikwissenschaftler und Hochschullehrer
- Coakley, Martha (* 1953), US-amerikanische Juristin und Politikerin
- Coakley, Paul Stagg (* 1955), US-amerikanischer Geistlicher, römisch-katholischer Erzbischof von Oklahoma City
- Coakwell, Benjamin (* 1987), kanadischer Bobfahrer
- Coala, Fabio, brasilianischer Comiczeichner
- Coale, Ansley J. (1917–2002), US-amerikanischer Demograph
- Coales, William (1886–1960), britischer Langstreckenläufer
- Coan, Andy (1958–2017), US-amerikanischer Schwimmer
- Coan, Paola (* 1976), italienische Physikerin und Hochschullehrerin
- Coan, Titus (1801–1882), US-amerikanischer Missionar
- Coaña, Yago Pico de (* 1943), spanischer Diplomat
- Coandă, Constantin (1857–1932), rumänischer Militär, Politiker und Ministerpräsident
- Coandă, Henri (1886–1972), rumänischer Physiker und AerodynamikerHenri Coandă (1886–1972)

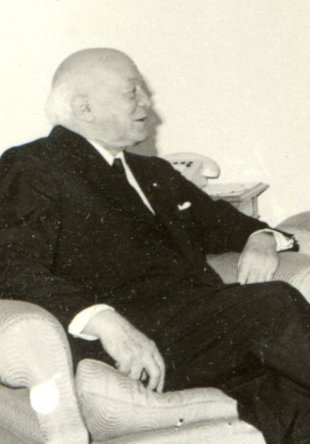
Henri Coandă (1886–1972)

- Coaracy, Ismênia (1918–2022), brasilianische Malerin, Zeichnerin, Illustratorin und Lehrerin
- Coard, Bernard (* 1944), grenadischer Politiker
- Coarelli, Filippo (* 1936), italienischer Klassischer Archäologe
- Coari, Claudia (* 1967), peruanische Menschenrechtsaktivistin, Frauenrechtlerin und Politikerin
- Coase, Ronald (1910–2013), britischer Ökonom und Nobelpreisträger für WirtschaftswissenschaftenRonald Coase (1910–2013)

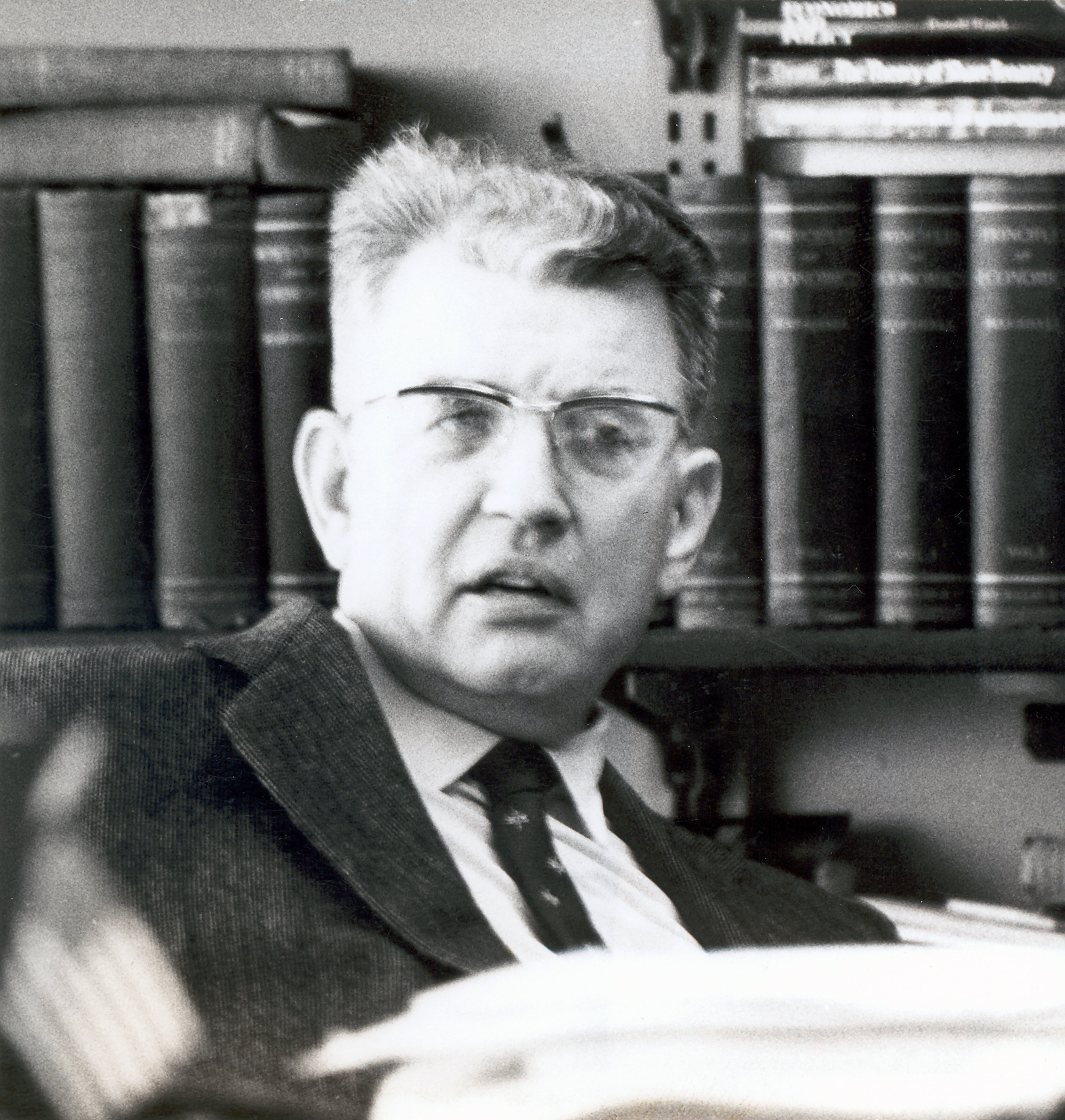
Ronald Coase (1910–2013)

- Coast, Steve (* 1980), britischer Unternehmer, Entwickler Freier Software
- Coat, Job Joseph (1798–1858), bretonischer Schriftsteller
- Coatanea, Pauline (* 1993), französische Handballspielerin
- Coate, Randoll (1909–2005), britischer Geheimdienstler, Diplomat, Designer von Irrgärten
- Coates, Al (* 1945), kanadischer Eishockeyfunktionär
- Coates, Albert (1881–1953), englischer Dirigent und Komponist
- Coates, Anne V. (1925–2018), britische Filmeditorin
- Coates, Barry (* 1953), US-amerikanischer Fusion- und Jazzmusiker (Gitarre)
- Coates, Clive (1941–2022), britischer Weinkritiker und Master of Wine
- Coates, Colin (* 1946), australischer Eisschnellläufer
- Coates, Colin (* 1985), nordirischer Fußballspieler
- Coates, Conrad (* 1970), kanadischer Schauspieler
- Coates, David Courtney (1868–1933), US-amerikanischer Politiker
- Coates, Denise (* 1967), britische Unternehmerin
- Coates, Don (1935–2017), US-amerikanischer Jazzmusiker
- Coates, Dorothy Love (1928–2002), amerikanische Gospelmusikerin (Gesang, Songwriting)
- Coates, Emily (* 1995), britische Schauspielerin
- Coates, Eric (1886–1957), englischer Komponist und Bratschist
- Coates, Florence Earle (1850–1927), US-amerikanische Dichterin
- Coates, Georg (1853–1924), deutscher Diplomat
- Coates, Gloria († 2023), US-amerikanische Komponistin
- Coates, John (1927–2012), britischer Filmproduzent
- Coates, John (1945–2022), australischer Mathematiker
- Coates, John (* 1950), australischer Jurist und Sportfunktionär
- Coates, John Jr. (1938–2017), US-amerikanischer Jazzpianist
- Coates, Joseph Gordon (1878–1943), neuseeländischer Politiker, Premierminister von Neuseeland
- Coates, Ken (1930–2010), britischer Politiker, MdEP und Schriftsteller
- Coates, Kim (* 1958), kanadischer SchauspielerKim Coates (* 1958)

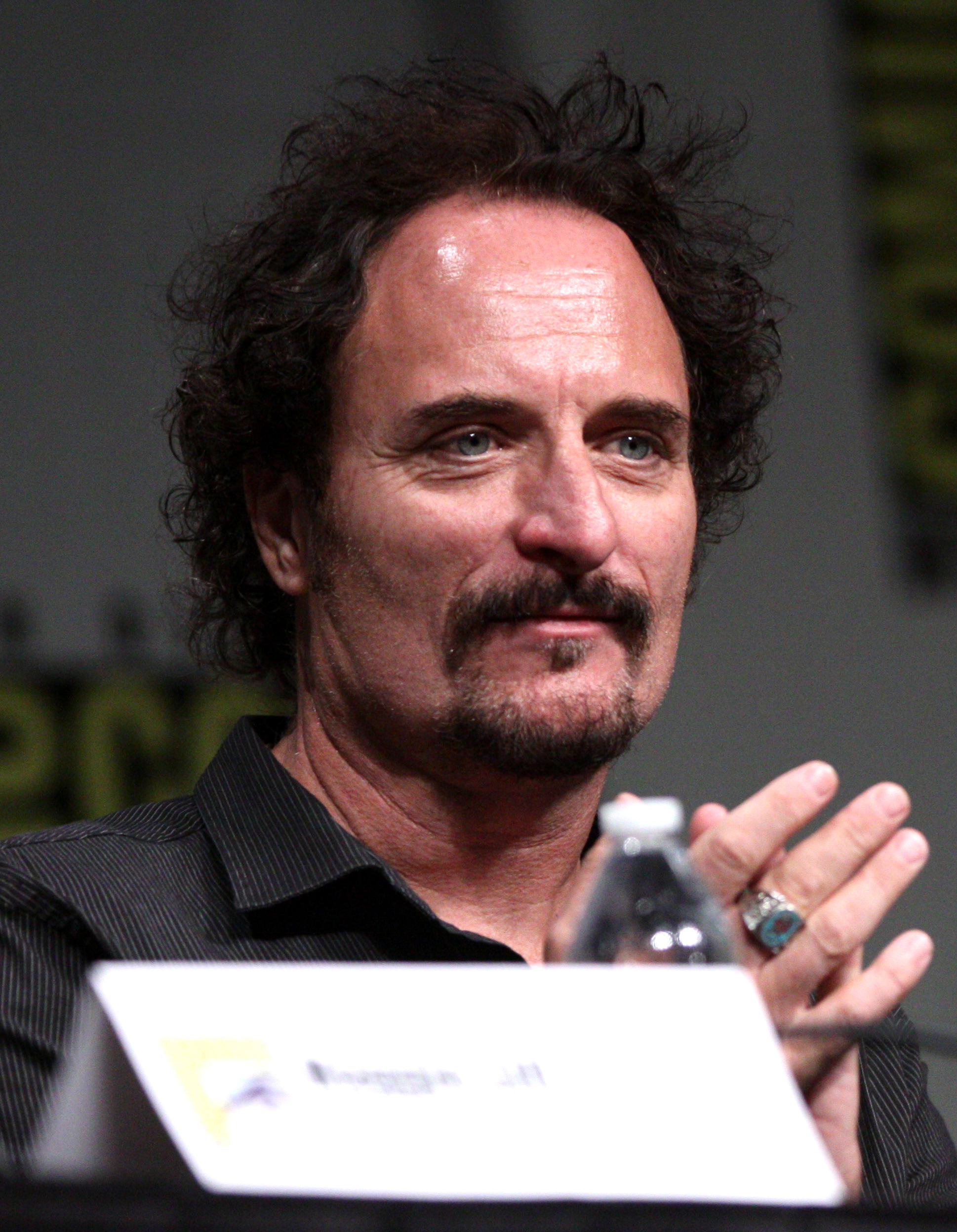
Kim Coates (* 1958)

- Coates, Maddie (* 1997), australische Sprinterin
- Coates, Odia (1942–1991), amerikanische Sängerin
- Coates, Oliver, britischer Cellist, Filmkomponist und Produzent elektronischer Musik
- Coates, Phyllis (1927–2023), US-amerikanische Schauspielerin
- Coates, Ralph (1946–2010), englischer Fußballspieler
- Coates, Robert (1772–1848), britischer Schauspieler
- Coates, Robert (1897–1973), amerikanischer Schriftsteller und Kunstkritiker
- Coates, Robert (1928–2016), kanadischer Politiker
- Coates, Sebastián (* 1990), uruguayischer Fußballspieler
- Coates, Ta-Nehisi (* 1975), US-amerikanischer Journalist und BuchautorTa-Nehisi Coates (* 1975)

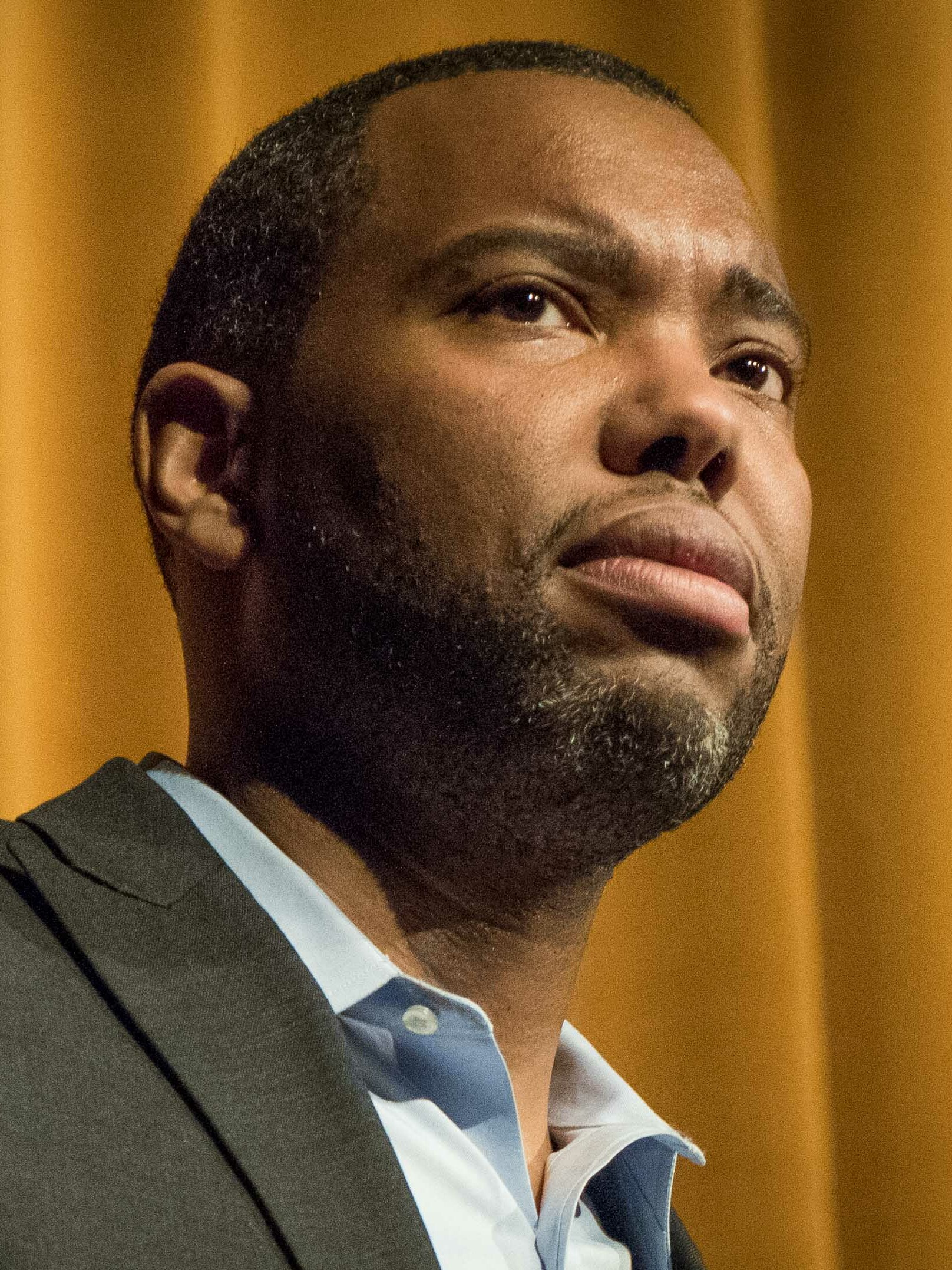
Ta-Nehisi Coates (* 1975)

- Coates, Trevor (* 1940), englischer Badmintonspieler
- Coates, Wells (1895–1958), kanadischer Architekt
- Coats, Andrew, US-amerikanischer Animator
- Coats, Beth (* 1966), US-amerikanische Biathletin und Radsportlerin
- Coats, Dan (* 1943), US-amerikanischer Politiker und Diplomat
- Coats, George (1876–1915), britischer Augenarzt
- Coats, George W. (1936–2006), US-amerikanischer Alttestamentler
- Coats, John (1906–1979), schottischer Theosoph und Bischof der Liberalkatholischen Kirche
- Coats, Michael (* 1946), US-amerikanischer Astronaut und Raumfahrtfunktionär
- Coats, Ros (1950–2024), britische Skilangläuferin
- Coatsworth, Elizabeth (1893–1986), US-amerikanische Schriftstellerin
- Coatsworth, Emerson (1854–1943), kanadischer Rechtsanwalt, Politiker und der 33. Bürgermeister von Toronto
- Coattenus Lamirus, antiker römischer Goldschmied
- Coaz, Johann Wilhelm (1822–1918), Schweizer Forstingenieur und Gebirgstopograf, Erstbesteiger des Piz Bernina

### Cob
- Cob García, Rafael (* 1951), spanischer römisch-katholischer Geistlicher, Apostolischer Vikar von Puyo
- Cob von Nüdingen, Philipp Christoph (1655–1699), luxemburgischer Offizier
- Cob von Nüdingen, Wolfgang Friedrich (1610–1679), kaiserlicher Generalfeldzeugmeister
- Coba Galarza, René (* 1957), ecuadorianischer Geistlicher, römisch-katholischer Bischof von Ibarra
- Çoba, Mehdi (* 2000), albanischer Fußballspieler
- Cobabus, Michael (1610–1686), deutscher lutherischer Theologe
- Cobabus, Norbert (1944–2013), deutscher Bibliothekar und Autor
- Cobain, Kurt (1967–1994), US-amerikanischer Sänger und Gitarrist der Grunge-Band NirvanaKurt Cobain (1967–1994)

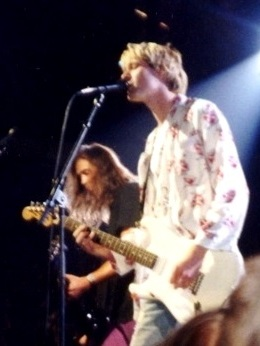
Kurt Cobain (1967–1994)

- Cobain, Skrt (* 2003), österreichischer Rapper
- Çoban, Ali (1955–2014), türkischer Fußballspieler
- Çoban, Arif (* 1984), türkischer Fußballspieler
- Çoban, Burak (* 1994), deutsch-türkischer Fußballspieler
- Çoban, Deniz (* 1977), türkischer Fußballschiedsrichter
- Çoban, Ecrin Su (* 2006), türkische Schauspielerin
- Çoban, Ismail (1945–2024), türkisch-deutscher Maler und Grafiker
- Çoban, Kenan (* 1975), türkischer Schauspieler
- Çoban, Mehmet (1905–1969), türkischer Ringer
- Çoban, Mehmet Abdullah (* 1991), türkischer Fußballspieler
- Çoban, Merve (* 1993), türkische Karateka
- Çoban, Özgün (* 1985), türkischer Schauspieler
- Çoban, Sadi (1902–1953), türkischer Fußballspieler
- Çoban, Sappho (* 1994), deutsche Judoka
- Coban, Savas (* 1992), deutscher Extremsportler
- Çoban, Yusuf (* 1996), deutsch-türkischer Fußballspieler
- Çoban-zade, Bekir (1893–1937), krimtatarischer Turkologe, Dichter und Schriftsteller
- Çobanlı, Cevat († 1938), osmanisch-türkischer Offizier, Kriegsminister des osmanischen Reiches und türkischer PolitikerCevat Çobanlı († 1938)

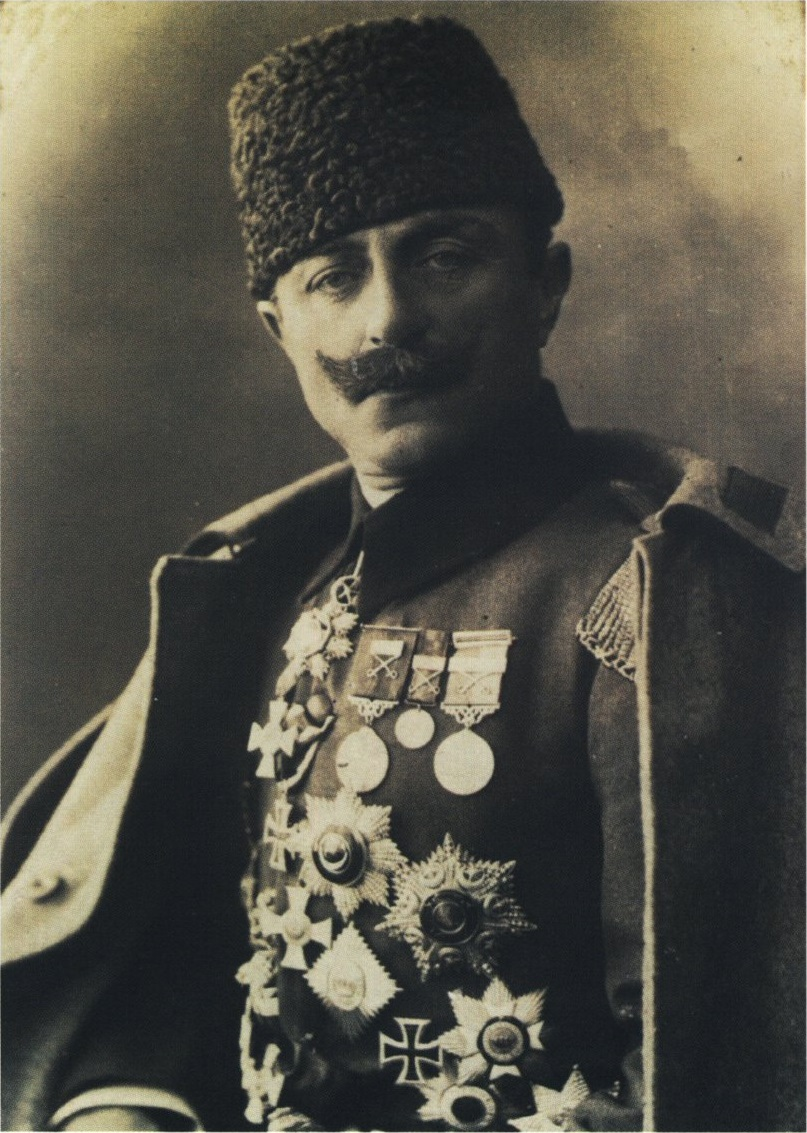
Cevat Çobanlı († 1938)

- Cobanli, Hasan (* 1952), deutschtürkischer Journalist, Pilot und Autor
- Cobano, Jose Manuel (* 1964), deutsch-spanischer Fußballspieler
- Cobarrubias, Menggie (1953–2020), philippinischer Schauspieler
- Cobb, Abbie (* 1985), US-amerikanische Schauspielerin und Autorin
- Cobb, Amasa (1823–1905), US-amerikanischer Offizier, Jurist und Politiker
- Cobb, Arnett (1918–1989), US-amerikanischer Jazz-Saxophonist
- Cobb, Artie (* 1942), US-amerikanischer Pokerspieler
- Cobb, Charles Wiggins (1875–1949), US-amerikanischer Wirtschaftswissenschaftler und Mathematiker
- Cobb, Clinton L. (1842–1879), US-amerikanischer Politiker
- Cobb, Craig (* 1951), US-amerikanischer Nationalist
- Cobb, David (1748–1830), US-amerikanischer Politiker
- Cobb, David (1921–2014), britischer Landschafts- und Marinemaler, Illustrator sowie Sachbuchautor und Präsident der Royal Society of Marine Artists
- Cobb, David (* 1962), US-amerikanischer Rechtsanwalt und Politiker
- Cobb, George H. (1864–1943), US-amerikanischer Rechtsanwalt und Politiker (Republikanische Partei)
- Cobb, George L. (1886–1942), US-amerikanischer Komponist
- Cobb, George T. (1813–1870), US-amerikanischer Politiker
- Cobb, Harriet Sophia (1846–1929), neuseeländische Fotografin und Mitglied der Women’s Christian Temperance Union New Zealand
- Cobb, Howell (1772–1818), US-amerikanischer Politiker
- Cobb, Howell (1815–1868), US-amerikanischer Politiker und General der Konföderierten
- Cobb, Humphrey (1899–1944), US-amerikanischer Drehbuchautor und Romanschriftsteller
- Cobb, Irvin S. (1876–1944), US-amerikanischer Schriftsteller und Filmschauspieler
- Cobb, James E. (1835–1903), US-amerikanischer Rechtsanwalt, Richter, Offizier und Politiker
- Cobb, Jeffrey (* 1982), guamischer Wrestler und ehemaliger RingerJeffrey Cobb (* 1982)

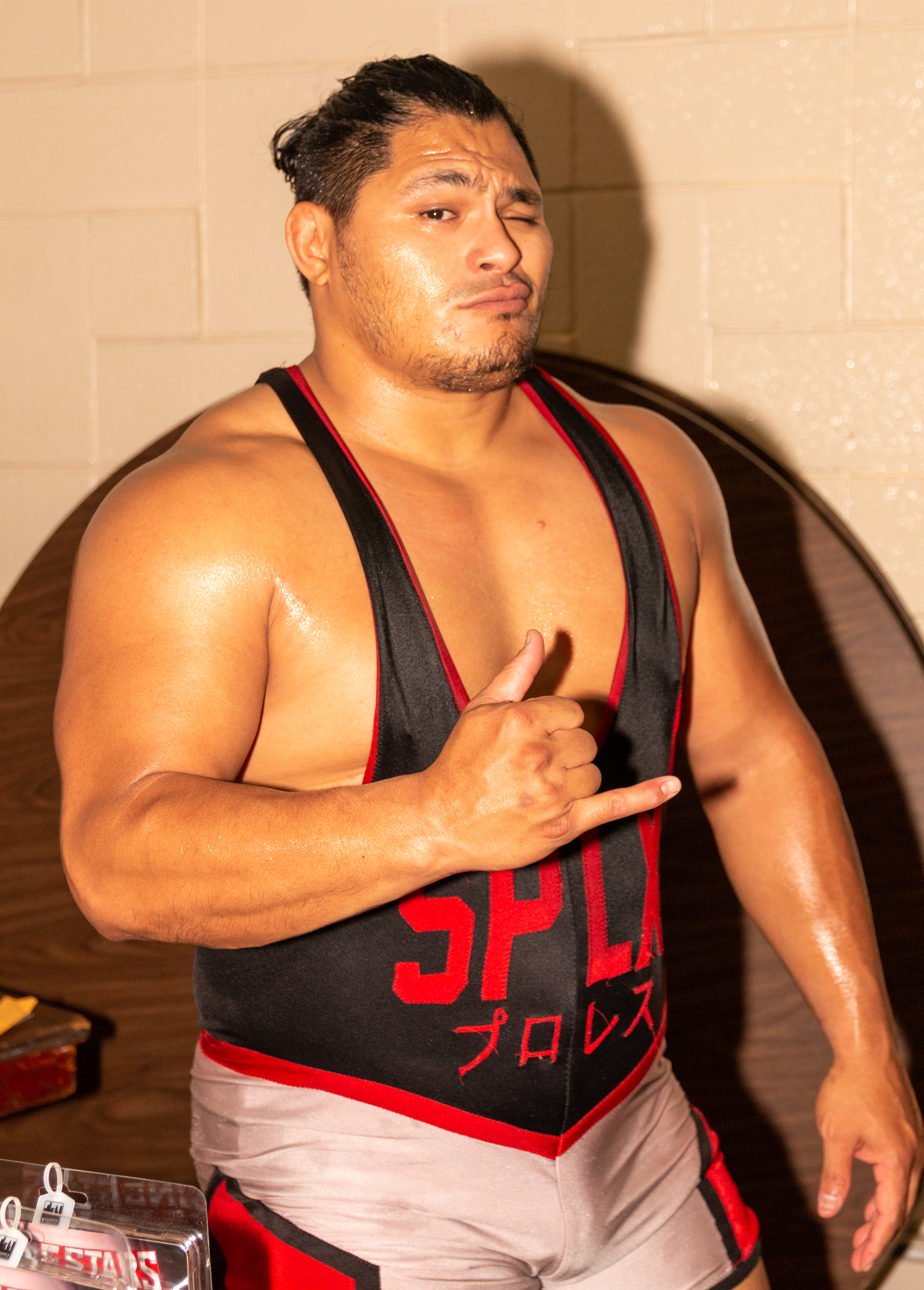
Jeffrey Cobb (* 1982)

- Cobb, Jerrie (1931–2019), US-amerikanische Pilotin
- Cobb, Jimmy (1929–2020), US-amerikanischer Jazz-Schlagzeuger
- Cobb, Joe (1916–2002), US-amerikanischer Schauspieler
- Cobb, John B. (1925–2024), US-amerikanischer methodistischer Theologe und Religionsphilosoph
- Cobb, John R. (1899–1952), britischer Rennfahrer
- Cobb, John Robert (1903–1967), US-amerikanischer Chirurg
- Cobb, Joyce (* 1945), US-amerikanische Jazz- und R&B-Sängerin
- Cobb, Julie (* 1947), US-amerikanische SchauspielerinJulie Cobb (* 1947)

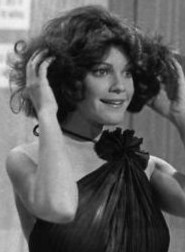
Julie Cobb (* 1947)

- Cobb, Junie († 1970), US-amerikanischer Jazzmusiker
- Cobb, Keith Hamilton (* 1962), US-amerikanischer Schauspieler
- Cobb, Kim, Klimawissenschaftlerin
- Cobb, Lee J. (1911–1976), US-amerikanischer Schauspieler
- Cobb, Madeleine (* 1940), britische Sprinterin
- Cobb, Melissa, US-amerikanische Filmproduzentin
- Cobb, Nathan (1859–1932), US-amerikanischer Zoologe, Pflanzenpathologe und Nematologe
- Cobb, Oliver (1905–1930), US-amerikanischer Jazztrompeter, Kornettist, Sänger und Bandleader
- Cobb, Paul M. (* 1967), US-amerikanischer Mittelalterhistoriker und Orientalist
- Cobb, Price (* 1954), US-amerikanischer Autorennfahrer
- Cobb, Randall (* 1950), US-amerikanischer Boxer und Schauspieler
- Cobb, Randall (* 1990), US-amerikanischer American-Football-Spieler
- Cobb, Richard (1917–1996), englischer Historiker
- Cobb, Rufus W. (1829–1913), US-amerikanischer Politiker
- Cobb, Seth Wallace (1838–1909), US-amerikanischer Politiker
- Cobb, Stephen A. (1833–1878), US-amerikanischer Politiker
- Cobb, Thomas R. (1828–1892), US-amerikanischer Politiker
- Cobb, Thomas Reade Rootes (1823–1862), General der Konföderierten Staaten im Amerikanischen Bürgerkrieg
- Cobb, Thomas W. (1784–1830), US-amerikanischer Politiker
- Cobb, Ty (1886–1961), US-amerikanischer Baseballspieler und -trainerTy Cobb (1886–1961)

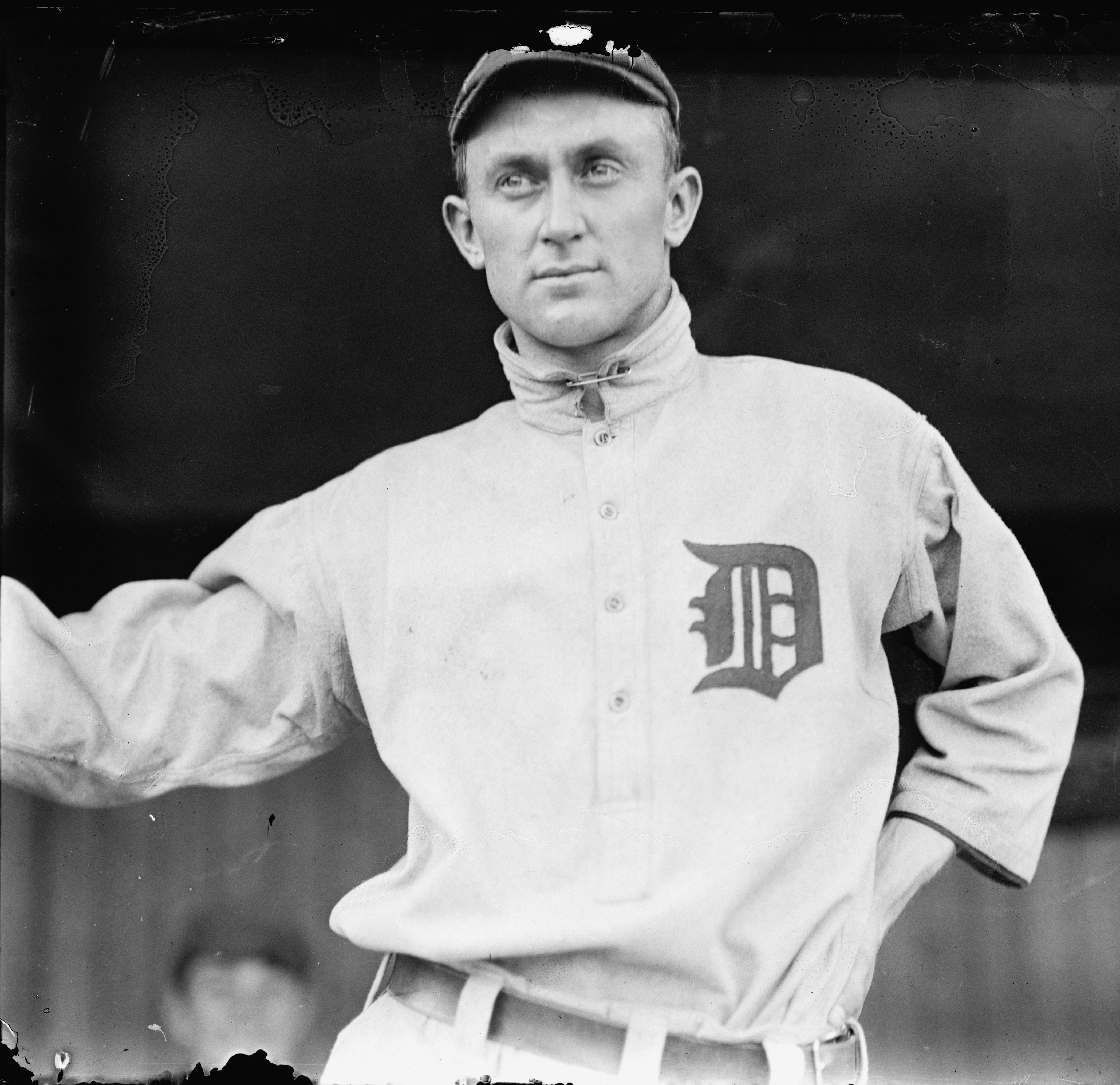
Ty Cobb (1886–1961)

- Cobb, William T. (1857–1937), Gouverneur von Maine
- Cobb, Williamson Robert Winfield (1807–1864), US-amerikanischer Geschäftsmann und Politiker
- Cobb, Williard (* 1929), US-amerikanischer Tenor und Musikpädagoge
- Cobban, Alfred (1901–1968), britischer Historiker
- Cobban, William A. (1916–2015), US-amerikanischer Paläontologe und Geologe
- Cobbaut, Elias (* 1997), belgischer Fußballspieler
- Cobbe, Anne (1920–1971), englische Mathematikerin und Hochschullehrerin
- Cobbe, Frances Power (1822–1904), irische Sozialreformerin, Frauenrechtlerin und Vorreiterin des Kampfes gegen Vivisektion
- Cobben, Gulielmus (1897–1985), römisch-katholischer Bischof
- Cobbett, Edward John (1815–1899), englischer Maler
- Cobbett, William (1763–1835), englischer Schriftsteller, Politiker und Herausgeber der Wochenzeitung "Political Register"
- Cobbinah, Jojo (* 1948), ghanaischer Autor
- Cobbing, Bob (1920–2002), britischer Dichter des British Poetry Revival
- Cobbing, Richard (* 1967), britischer Freestyle-Skisportler und Trampolinturner
- Cobbo der Ältere, Graf in Trecwithi bei Osnabrück, Vertrauter Kaiser Ludwig des Deutschen
- Cobbo, Guilherme (* 1987), brasilianischer Hochspringer
- Cobbold, Cameron, 1. Baron Cobbold (1904–1987), britischer Bankier und Politiker
- Cobbold, Thomas Spencer (1828–1886), britischer Zoologe und Parasitologe
- Cobbs Leonard, Tasha (* 1981), US-amerikanische Gospelsängerin
- Cobbs, Alfred († 2002), US-amerikanischer Jazz- und Rhythm-&-Blues-Musiker
- Cobbs, Bill (1934–2024), US-amerikanischer SchauspielerBill Cobbs (1934–2024)

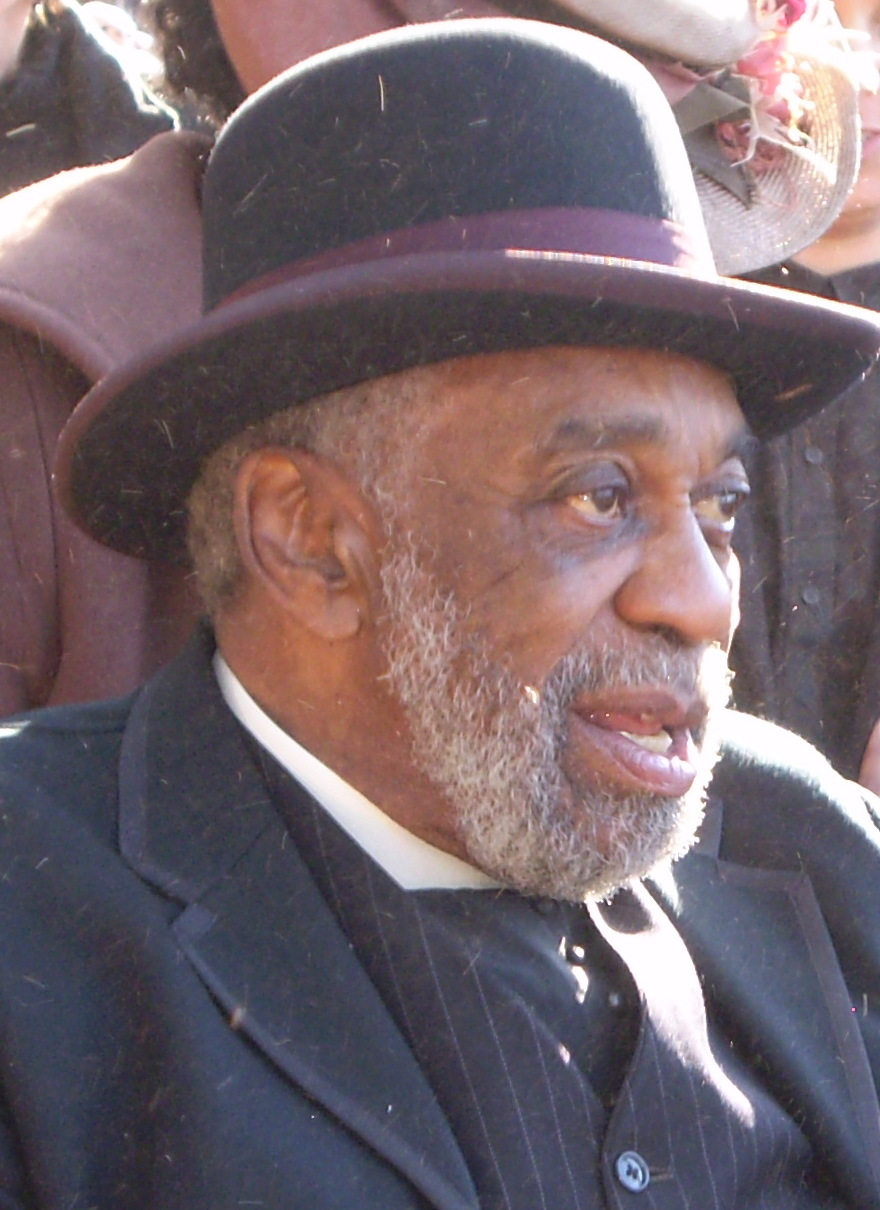
Bill Cobbs (1934–2024)

- Cobbs, Call (1911–1971), amerikanischer Jazzmusiker
- Cobbs, Justin (* 1991), US-amerikanischer Basketballspieler
- Cobbs, Willie (1932–2021), US-amerikanischer Blues-Sänger und Mundharmonikaspieler
- Cobby, Harry (1894–1955), australischer Kampfpilot im Ersten Weltkrieg
- Cobcroft, Alan (1885–1955), samoanischer Plantagenbesitzer und Politiker
- Cobdak, Charly-Ann (* 1964), amerikanische Künstlerin
- Cobden, Jane (1851–1947), englisch-britische Politikerin, Autorin und Frauenrechtlerin
- Cobden, Richard (1804–1865), britischer Unternehmer und Politiker, Mitglied des House of Commons, Vertreter der Freihandelsbewegung
- Cobden-Sanderson, Anne (1853–1926), britische Suffragette
- Cobden-Sanderson, Thomas (1840–1922), englischer Buchbinder, Drucker und Künstler
- Cobeaga, Borja (* 1977), spanischer Regisseur
- Cobell, Elouise P. (1945–2011), US-amerikanische Indianeraktivistin
- Cobelli, Giancarlo (1929–2012), italienischer Schauspieler und Filmregisseur
- Coben, Harlan (* 1962), US-amerikanischer AutorHarlan Coben (* 1962)

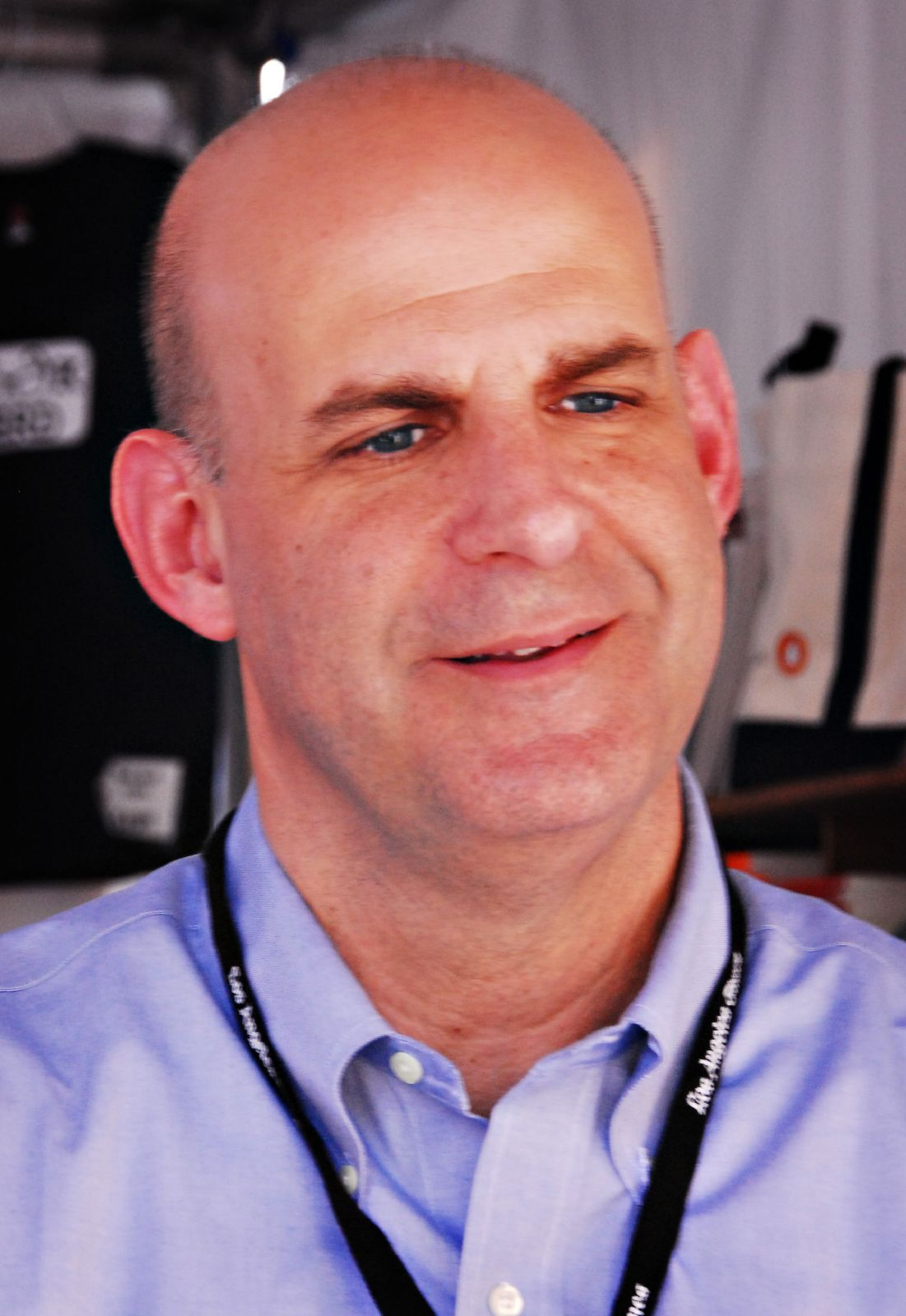
Harlan Coben (* 1962)

- Cobeño, David (* 1982), spanischer Fußballtorhüter
- Cobenzl, Johann († 1594), Adeliger, Diplomat im Auftrage der Habsburger, innerösterreichischer Beamter, Landeshauptmann der Krain, Reiseschriftsteller
- Cobenzl, Johann Caspar II. Graf (1664–1742), österreichischer Adeliger, Landeshauptmann in Görz und in Krain
- Cobenzl, Johann Karl Philipp Graf (1712–1770), österreichischer Staatsmann
- Cobenzl, Johann Ludwig von (1753–1809), österreichischer Staatsmann
- Cobenzl, Johann Philipp II. Graf (1635–1702), österreichischer Adeliger, Landeshauptmann in Görz
- Cobenzl, Ludwig Graf (1744–1792), Dompropst
- Cobenzl, Philipp von (1741–1810), österreichischer Staatsmann
- Cober, Jan (* 1951), niederländischer Dirigent und Musiker
- Coberg, Johann Anton (1650–1708), deutscher Komponist, Hoforganist und Cembalist
- Coberger, Annelise (* 1971), neuseeländische Skirennläuferin
- Cobernuss, Roger, deutscher Musiker und Labelbetreiber
- Cobet, Carel Gabriel (1813–1889), niederländischer klassischer Philologe
- Cobet, Fritz (1885–1963), deutscher Künstler
- Cobet, Heinrich (1904–1994), deutscher Verleger und Buchhändler
- Cobet, Justus (* 1939), deutscher Althistoriker
- Cobet, Rudolf (1888–1964), deutscher Mediziner auf dem Gebiet der inneren Medizin
- Cobey, Bill (* 1939), US-amerikanischer Politiker
- Cobham, Alan (1894–1973), britischer Luftfahrtpionier und -unternehmer
- Cobham, Billy (* 1944), panamaischer Jazz-DrummerBilly Cobham (* 1944)

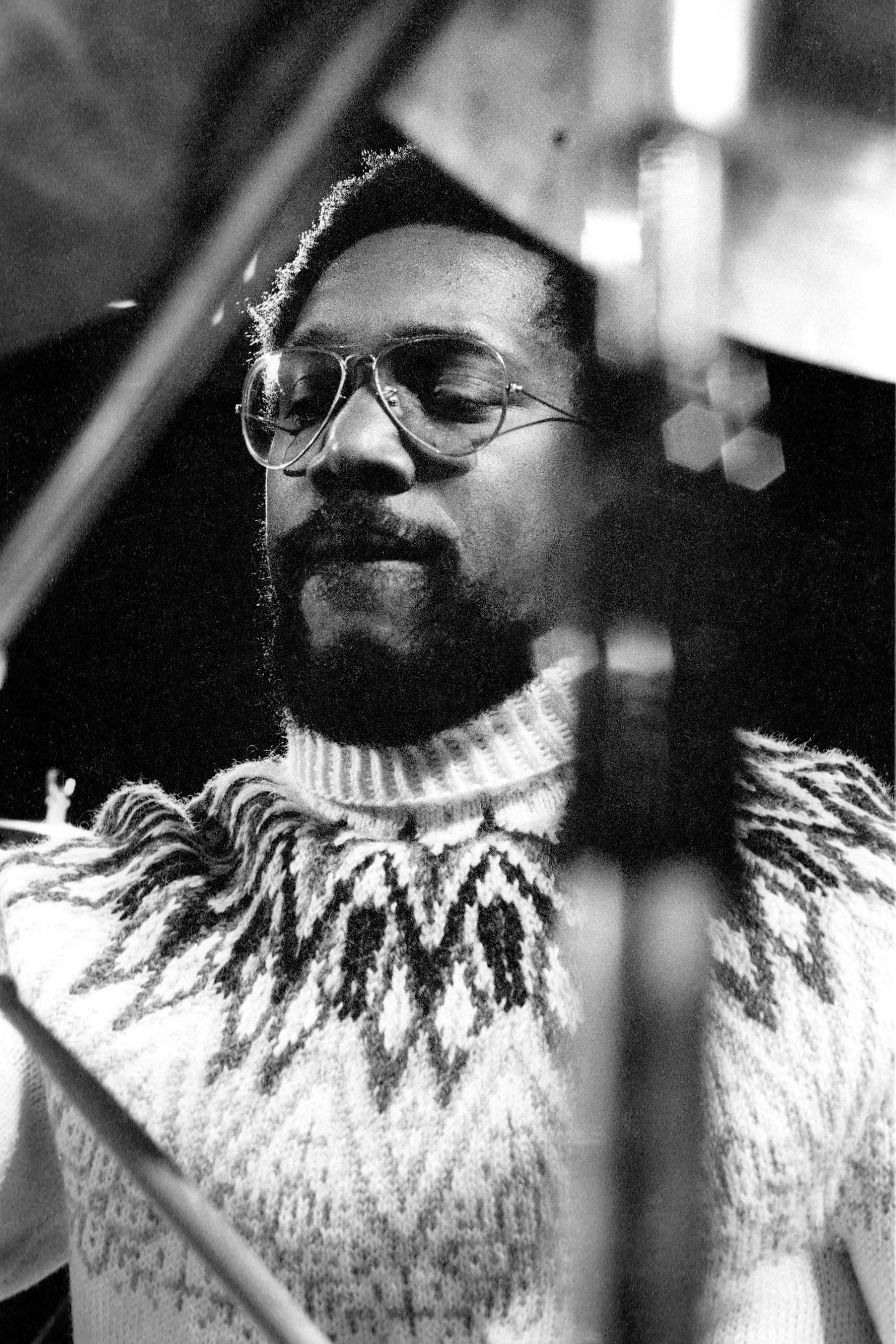
Billy Cobham (* 1944)

- Cobham, Eleanor († 1452), zweite Ehefrau des Humphrey, Duke of Gloucester
- Cobham, John de, 2. Baron Cobham († 1355), englischer Adliger und Politiker
- Cobham, John of († 1251), englischer Richter
- Cobham, John of, englischer Richter
- Cobham, Ralph de, 1. Baron Cobham († 1326), englischer Adliger und Militär
- Cobham, Reginald de, 1. Baron Cobham († 1361), englischer Adliger und Militär
- Cobham, Thomas († 1327), englischer Geistlicher und Diplomat
- Cobián, Juan Carlos (1896–1953), argentinischer Tangopianist, Bandleader, Tangokomponist und -dichter
- Cobián, Miguelina (1941–2019), kubanische Leichtathletin
- Cobiness, Eddy (1933–1996), kanadischer Künstler
- Cobioni, Enrico (1881–1912), Schweizer Luftfahrtpionier
- Cobirzan, Gheorghe (* 1940), rumänischer Tischtennisspieler
- Cobizev, Claudia (1905–1995), russisch-rumänisch-sowjetisch-moldauische Bildhauerin
- Coble, Arthur Byron (1878–1966), US-amerikanischer Mathematiker
- Coble, Howard (1931–2015), US-amerikanischer Politiker
- Coblentz, Martin (* 1660), deutscher Scharfrichter, Doktor der Medizin und königlicher Hof- und Leibmedicus
- Coblentz, Stanton A. (1896–1982), amerikanischer Schriftsteller
- Coblentz, William (1873–1962), US-amerikanischer Physiker und Astronom
- Coblenz, Felix (1863–1923), deutscher Pädagoge und Rabbiner
- Coblenz, Walter (1928–2022), US-amerikanischer Filmproduzent
- Coblenz, Werner (1917–1995), deutscher Prähistoriker
- Coblenzer, Horst (1927–2014), deutscher Schauspieler und Sprechwissenschaftler
- Coblenzer, Tanja (* 1985), deutsche Fußballspielerin
- Cobler, Sebastian (1948–1989), deutscher Rechtsanwalt und Publizist
- Coblitz, Louis (1814–1863), deutscher Maler und Zeichner
- Coblitz, Wilhelm (1906–1996), deutscher Jurist und Verwaltungsbeamter im Generalgouvernement Polen
- Cobnan, Moses David (* 2002), nigerianischer Fußballspieler
- Cobo Cano, José (* 1965), spanischer Geistlicher, römisch-katholischer Erzbischof von MadridJosé Cobo Cano (* 1965)

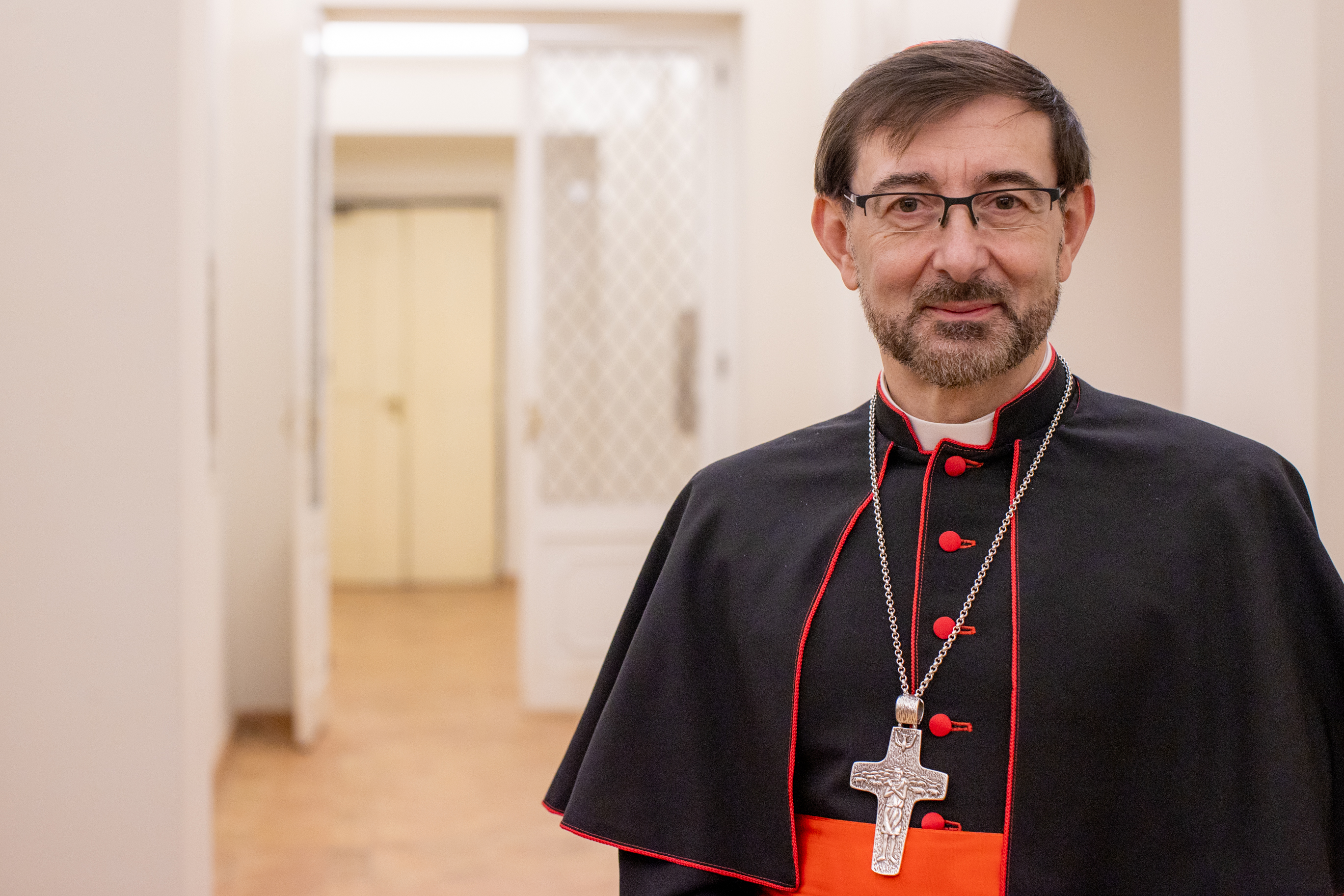
José Cobo Cano (* 1965)

- Cobo, Bernabé (1580–1657), spanischer Jesuit, Missionar, Chronist und Naturforscher
- Cobo, Douglas (* 1987), brasilianischer Fußballspieler
- Cobo, Juan José (* 1981), spanischer Radrennfahrer
- Cobo, Yohana (* 1985), spanische Schauspielerin
- Coböken, Joseph (1882–1945), deutscher Journalist, Drehbuchautor, Filmproduzent und Filmfirmenmanager
- Cobolli Gigli, Giovanni (* 1945), italienischer Fußballfunktionär
- Cobolli, Flavio (* 2002), italienischer TennisspielerFlavio Cobolli (* 2002)

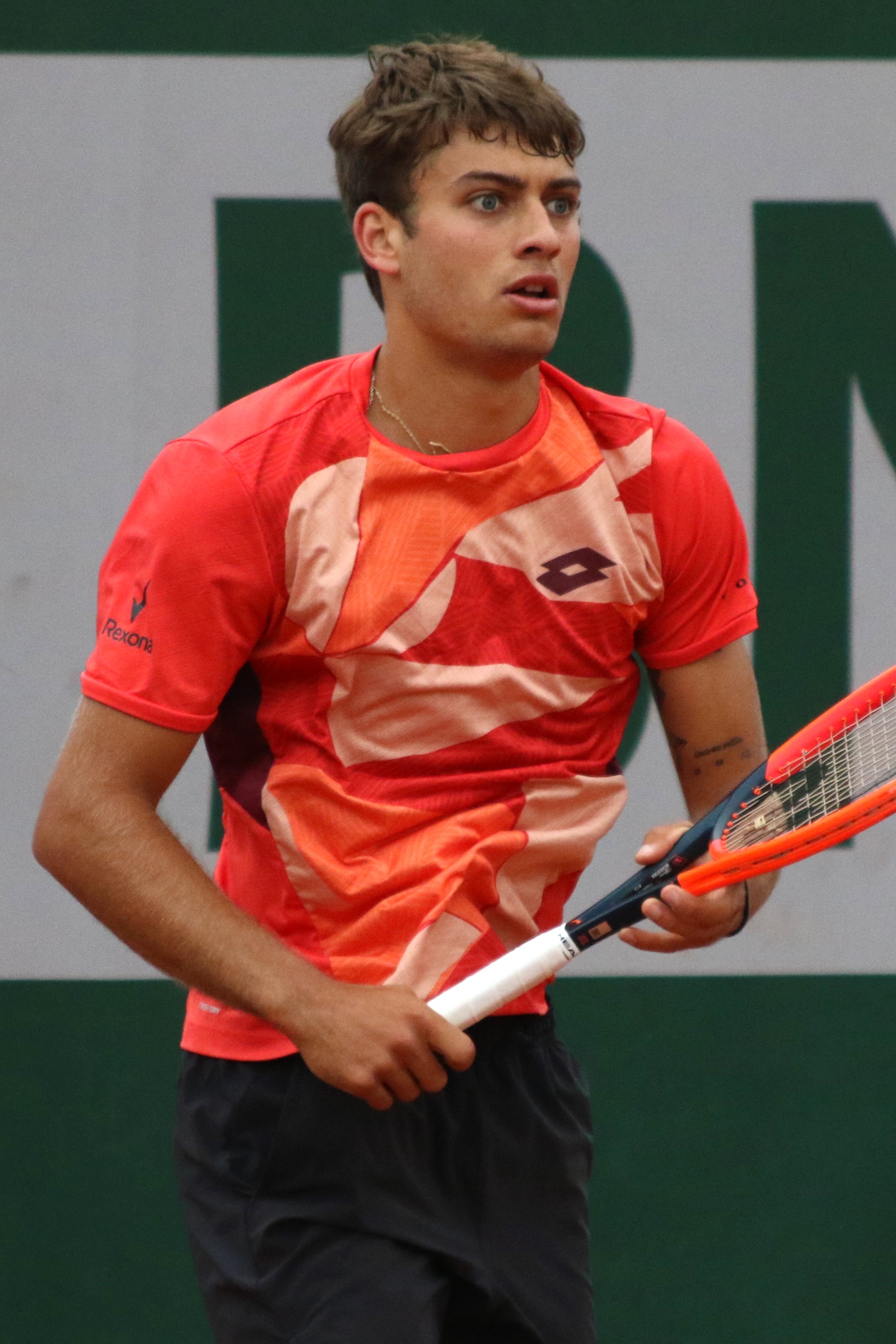
Flavio Cobolli (* 2002)

- Cobos y Molina, Francisco de los († 1547), spanischer Staatssekretär
- Cobos, Carlos de los (* 1958), mexikanischer Fußballspieler und -trainer
- Cobos, Germán (1927–2015), spanischer Schauspieler
- Cobos, Julio (* 1955), argentinischer Politiker
- Čobrda, Pavol Vladimír (1880–1967), evangelischer Pfarrer und lutherischer Generalbischof der Evangelischen Kirche A.B. der Slowakei
- Cobres, Joseph Paul von († 1823), deutscher Bankier, Privatgelehrter, Bibliophiler und Naturaliensammler in Augsburg
- Cobrin, Ali (* 1989), US-amerikanische Schauspielerin
- Coburg, Emil von (1779–1827), Geheimer Rat und Regierungspräsident
- Coburg, Oswald von (1822–1904), österreichischer Generalmajor
- Coburger, Gabriel (* 1967), deutscher Jazzmusiker (Saxophon, Flöte, Komposition)
- Coburger, Karli (* 1929), deutscher MfS-Mitarbeiter, Leiter der Hauptabteilung VIII des Ministeriums für Staatssicherheit
- Coburn, Abner (1803–1885), Gouverneur von Maine
- Coburn, Alvin Langdon (1882–1966), US-amerikanisch-britischer Fotograf
- Coburn, Annie Swan (1856–1932), US-amerikanische Kunstsammlerin und Mäzenin
- Coburn, Arthur, US-amerikanischer Filmeditor
- Coburn, Braydon (* 1985), kanadischer Eishockeyspieler
- Coburn, Charles (1877–1961), US-amerikanischer Schauspieler
- Coburn, David (* 1959), britischer Politiker (UKIP), MdEP
- Coburn, Donald L. (* 1938), US-amerikanischer Dramatiker
- Coburn, Dorothy (1904–1978), US-amerikanische Schauspielerin
- Coburn, Emma (* 1990), US-amerikanische Hindernisläuferin
- Coburn, Frank P. (1858–1932), US-amerikanischer Politiker
- Coburn, George (1920–2009), irischer Politiker
- Coburn, James (1928–2002), US-amerikanischer FilmschauspielerJames Coburn (1928–2002)

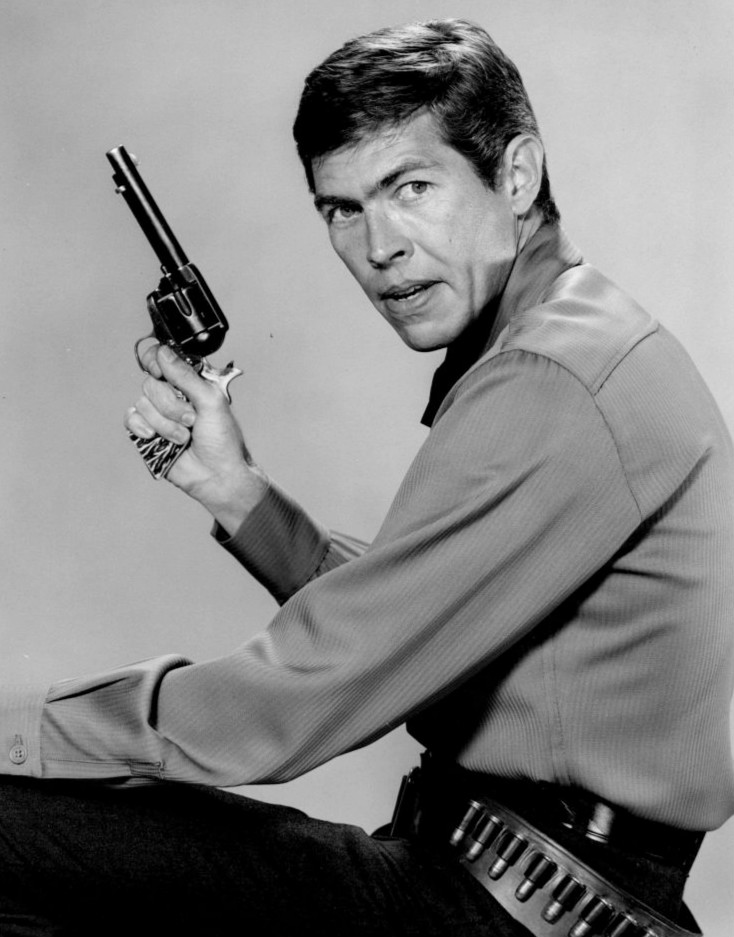
James Coburn (1928–2002)

- Coburn, Joe (1835–1890), irischer Boxer in der Bare-knuckle-Ära
- Coburn, John (1825–1908), US-amerikanischer Politiker
- Coburn, John G. (* 1941), US-amerikanischer Offizier, General der US-Army
- Coburn, Melissa A., US-amerikanischer Offizier, Generalmajor der US Air Force
- Coburn, Stephen (1817–1882), US-amerikanischer Politiker
- Coburn, Tom (1948–2020), US-amerikanischer Politiker

### Coc

#### Coca
- Coca Álvarez, Vicente Luis (* 1938), mexikanischer Botschafter
- Coca, Imogene (1908–2001), US-amerikanische Comedy-Schauspielerin
- Cocagnac, Maurice (1924–2006), französischer Dominikanerpater
- Cocalić, Edin (* 1987), bosnischer Fußballspieler
- Cocârlă, Trandafir (1929–1991), rumänischer Politiker (PCR), Minister und Botschafter

#### Cocc
- Cocca, Diego (* 1972), argentinischer Fußballspieler und -trainer
- Cocca, Teodoro D. (* 1972), Schweizer Wirtschaftswissenschaftler
- Cóccaro, Danilo (* 1991), uruguayischer Fußballspieler
- Cóccaro, Erardo (* 1961), uruguayischer Fußballspieler und Trainer
- Cóccaro, Raúl, uruguayischer Leichtathlet
- Cocceia, Tochter des Marcus Cocceianus Nerva und Schwester des römischen Kaisers Nerva
- Cocceius, antiker römischer Toreut
- Cocceius Iustus, Lucius, römischer Statthalter (Kaiserzeit)
- Cocceius Naso, Statthalter 122
- Cocceius Nerva, Lucius, römischer Politiker
- Cocceius Nerva, Marcus, Vater des römischen Kaisers Nerva
- Cocceius Nerva, Marcus, römischer Konsul 36 v. Chr.
- Cocceius Nerva, Marcus († 33), römischer Senator und Jurist
- Cocceius Severianus Honorinus, Sextus, römischer Suffektkonsul 147
- Cocceji, Carl Friedrich Ernst von (1728–1780), deutscher Generalmajor und Gesandter
- Cocceji, Heinrich von (1644–1719), deutscher Jurist, Professor für Natur- und Völkerrecht
- Cocceji, Johann Gottfried von (1673–1738), Geheimrat und Regierungspräsident in Preußen
- Cocceji, Johann Heinrich Friedrich von (* 1725), preußischer Diplomat, Oberst und königlicher Generaladjutant
- Cocceji, Karl Ludwig von (1724–1808), preußischer Oberamtsregierungspräsident in Glogau
- Cocceji, Samuel von (1679–1755), deutscher Jurist und GroßkanzlerSamuel von Cocceji (1679–1755)

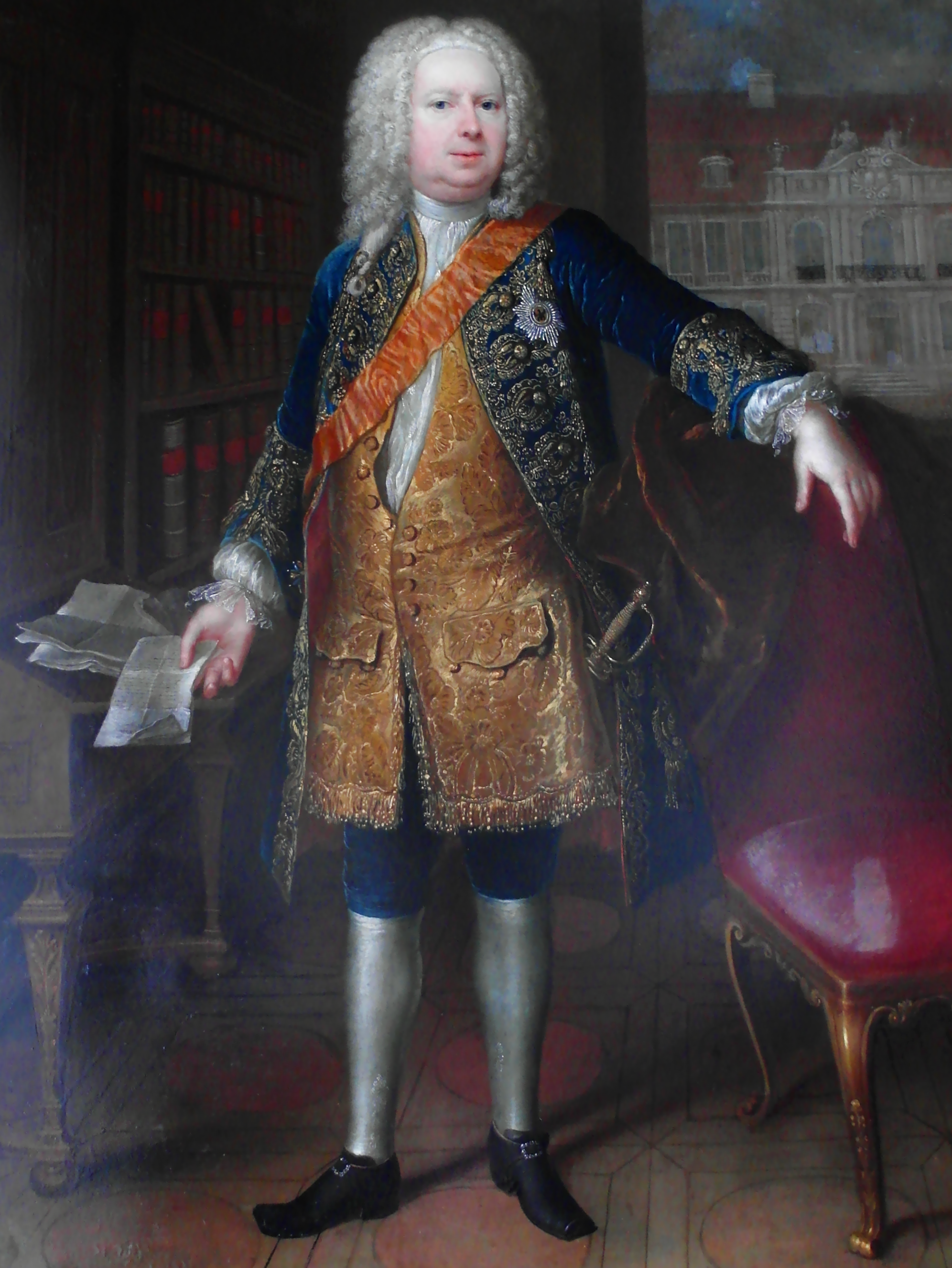
Samuel von Cocceji (1679–1755)

- Coccejus, Gerhard (1601–1660), deutscher Rechtsgelehrter und Diplomat, Ratsherr in Bremen
- Coccejus, Johannes (1603–1669), protestantischer Theologe, Hebraist und Begründer der reformierten Föderaltheologie
- Coccellato, José (* 1921), argentinischer Fußballspieler
- Cocchetti, Maria (* 1966), italienische Berg- und Marathonläuferin
- Cocchi, Benito (1934–2016), italienischer Geistlicher, römisch-katholischer Bischof
- Cocchi, Flavia (* 1962), Schweizer Grafikerin, Grafikdesignerin, Kunstpädagogin und Künstlerin
- Cocchi, Gioacchino (1712–1796), italienischer Komponist
- Coccia, Carlo (1782–1873), italienischer Opernkomponist und Kirchenmusiker
- Coccia, Maria Rosa (* 1759), italienische Komponistin
- Coccia, Piero (* 1945), italienischer Geistlicher, emeritierter römisch-katholischer Erzbischof von Pesaro
- Cocciante, Riccardo (* 1946), italienischer Sänger und KomponistRiccardo Cocciante (* 1946)

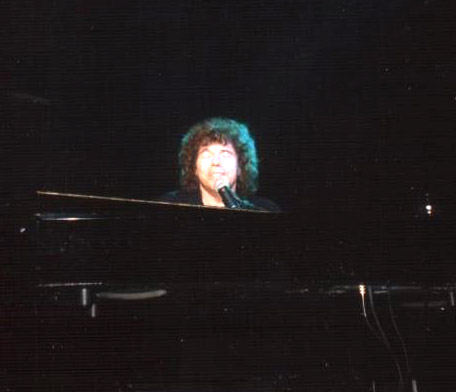
Riccardo Cocciante (* 1946)

- Cocciaretto, Elisabetta (* 2001), italienische Tennisspielerin
- Coccinelle (1931–2006), französische TransPionierin und Idol, Entertainerin, Sängerin, Schauspielerin
- Còccioli, Carlo (1920–2003), italienisch-mexikanischer Schriftsteller
- Coccius, Ernst Adolf (1825–1890), deutscher Augenarzt
- Coccius, Johannes (1626–1678), niederländischer Philologe und Rhetoriker
- Cocco, Adelasia (1885–1983), italienische Ärztin
- Cocco, Andrea (* 1986), italienischer Fußballspieler
- Cocco, Massimo (* 1960), italienischer Geophysiker
- Cocco-Ortu, Francesco (1842–1929), italienischer Politiker, Mitglied der Camera dei deputati
- Cocconi, Giuseppe (1914–2008), italienischer Physiker
- Coccopalmerio, Francesco (* 1938), italienischer Geistlicher, emeritierter Kurienkardinal der römisch-katholischen Kirche
- Coccopalmieri, Zacharias (1719–1784), italienischer Geistlicher, römisch-katholischer Bischof von Umbriatico

#### Coce
- Cocea, Dina (1912–2008), rumänische Schauspielerin
- Cocea, Mihai (* 1990), rumänischer Bratschist
- Cocea, Nicolae (1880–1949), rumänischer Schriftsteller
- Cóceres, José (* 1963), argentinischer Berufsgolfer

#### Coch
- Coch, Friedrich (1887–1945), deutscher Geistlicher, Bischof der Deutschen Christen im Dritten Reich
- Coch, Georg (1842–1890), deutsch-österreichischer Ökonom, Gründer der Österreichischen Postsparkasse
- Coch, Joachim Christian († 1713), deutscher Rechtsgelehrter, Richter am Wismarer Tribunal
- Coch, Johann Friedrich (1624–1683), Ratsherr und Bürgermeister von Stralsund
- Coch, Otto Christian (1673–1740), deutscher Verwaltungsjurist, zuletzt Regierungspräsident in Eutin
- Cochard, Jean (* 1939), französischer Weitspringer
- Coché, Francis (1924–2010), französischer Fußballtrainer und -funktionär
- Coche, Jean-Paul (* 1947), französischer Judoka
- Cochela, Veronica (* 1965), rumänische Ruderin
- Cochenhausen, Christian Friedrich von (1769–1839), deutscher Militär und Politiker
- Cochenhausen, Christoph Gottfried von (1710–1757), preußischer Landrat
- Cochenhausen, Friedrich von (1879–1946), deutscher General der Artillerie im Zweiten WeltkriegFriedrich von Cochenhausen (1879–1946)

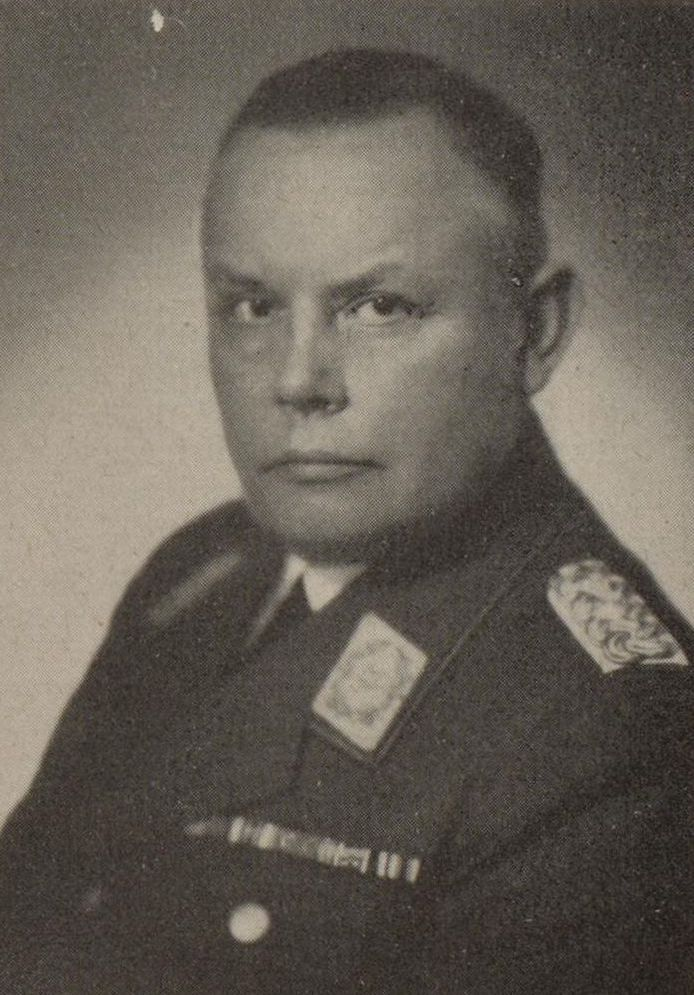
Friedrich von Cochenhausen (1879–1946)

- Cochenhausen, Gottfried von (1674–1738), Landrentmeister in Schwedisch-Pommern
- Cochenhausen, Johann Friedrich von (1728–1793), hessischer Generalmajor
- Cocher, Emmanuel (1969–2022), französischer Diplomat
- Cochereau, Pierre (1924–1984), französischer Komponist, Organist und Musikpädagoge
- Cocheril, Maur (1914–1982), französischer Trappist und Ordenshistoriker
- Cochery, Georges (1855–1914), französischer Politiker
- Cochery, Louis Adolphe (1819–1900), französischer Politiker
- Cochet, Henri (1901–1987), französischer Tennisspieler
- Cochet, Jean-Laurent (1935–2020), französischer Schauspieler und Schauspiellehrer
- Cochet, Jonathan (* 1977), französischer Rennfahrer
- Cochet, Yves (* 1946), französischer Politiker, Mitglied der Nationalversammlung, MdEP
- Cochetel, Vincent, französischer UN-Flüchtlingshelfer
- Cocheteux, Amélie (* 1978), französische Tennisspielerin
- Cochin, Charles-Nicolas der Ältere (1688–1754), französischer Zeichner, Radierer und Kupferstecher
- Cochin, Charles-Nicolas der Jüngere (1715–1790), französischer Kupferstecher und Radierer
- Cochin, Denys (1851–1922), französischer Politiker und Schriftsteller
- Cochin, Henry (1854–1926), französischer Politiker, Mitglied der Nationalversammlung, Romanist, Italianist und Übersetzer
- Cochin, Louise-Madeleine (1686–1767), französische Kupferstecherin und Malerin
- Cochinescu, Ioan Mihai (* 1951), rumänischer Schriftsteller
- Cochini, Roger (* 1946), französischer Komponist und Musikpädagoge
- Cochior, Mihai (* 1999), rumänischer Leichtathlet
- Cochise († 1874), Anführer und Häuptling der Bedonkohe-ApachenCochise († 1874)

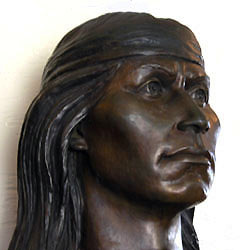
Cochise († 1874)

- Cochius, Christian (1632–1699), deutscher reformierter Theologe und kurfürstlich-brandenburgischer Hof- und Domprediger
- Cochius, Friedrich August (1771–1828), deutscher Wasserbauingenieur, preußischer Baubeamter
- Cochläus, Johannes (1479–1552), deutscher Humanist
- Cochlovius, Joachim (* 1943), deutscher lutherischer, evangelikaler Theologe der Erweckungsbewegung sowie Buchautor
- Cochran, Alexander Gilmore (1846–1928), US-amerikanischer Politiker
- Cochran, Alexander Smith (1874–1929), US-amerikanischer Geschäftsmann, Segler und Philanthrop
- Cochran, Andrea (* 1954), US-amerikanische Landschaftsarchitektin
- Cochran, Barbara Ann (* 1951), US-amerikanische Skirennläuferin
- Cochran, Bob (* 1951), US-amerikanischer Skirennläufer
- Cochran, Charles F. (1846–1906), US-amerikanischer Politiker
- Cochran, Commodore (1902–1969), US-amerikanischer Leichtathlet
- Cochran, Dean (* 1969), US-amerikanischer Filmschauspieler
- Cochran, Dick (* 1938), US-amerikanischer Diskuswerfer
- Cochran, Doris Mable (1898–1968), US-amerikanische Herpetologin
- Cochran, Eddie (1938–1960), US-amerikanischer Rock’-n’-Roll-MusikerEddie Cochran (1938–1960)

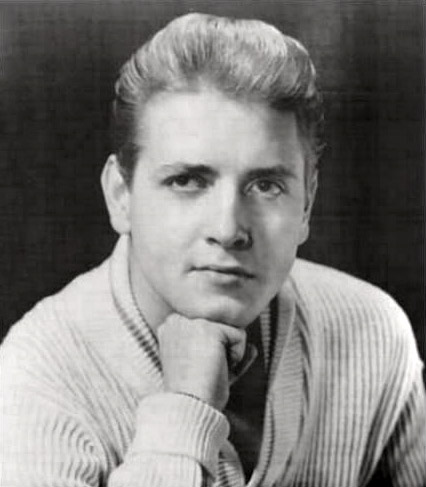
Eddie Cochran (1938–1960)

- Cochran, Hank (1935–2010), US-amerikanischer Countrymusiker
- Cochran, Jackie Lee (1934–1998), US-amerikanischer Rockabilly-Musiker
- Cochran, Jacqueline (1906–1980), US-amerikanische Pilotin, durchbrach als erste Frau die Schallmauer
- Cochran, James († 1813), US-amerikanischer Politiker
- Cochran, James (1769–1848), US-amerikanischer Politiker
- Cochran, Jay (* 1963), US-amerikanischer Autorennfahrer
- Cochran, Jimmy (* 1981), US-amerikanischer Skirennläufer
- Cochran, John J. (1880–1947), US-amerikanischer Politiker
- Cochran, John P. (1809–1898), US-amerikanischer Politiker
- Cochran, Johnnie (1937–2005), US-amerikanischer RechtsanwaltJohnnie Cochran (1937–2005)

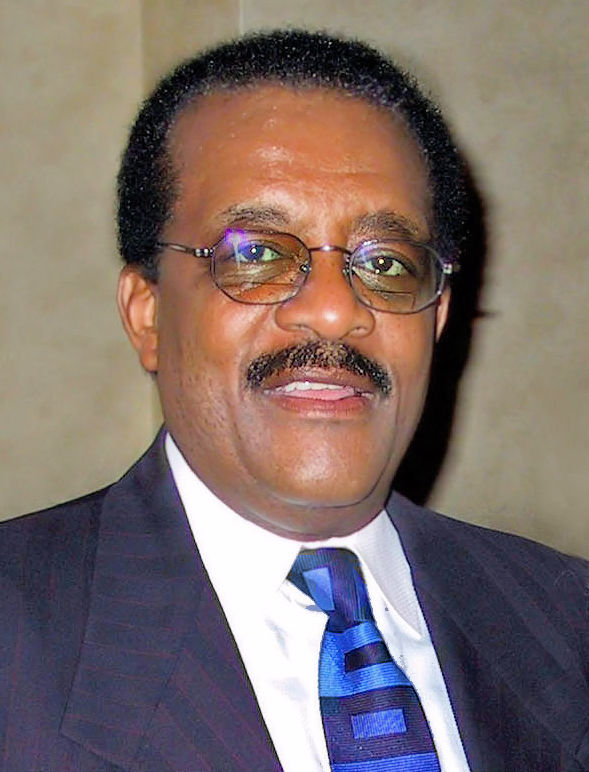
Johnnie Cochran (1937–2005)

- Cochran, Joseph (1855–1905), US-amerikanischer presbyterianischer Missionar und Mediziner
- Cochran, Lindy (* 1953), US-amerikanische Skirennläuferin
- Cochran, Marilyn (* 1950), US-amerikanische Skirennläuferin
- Cochran, Neil (* 1965), britischer Schwimmer
- Cochran, Norris (* 1970), US-amerikanischer Beamter
- Cochran, Robert, US-amerikanischer Filmproduzent und Drehbuchautor
- Cochran, Robert Leroy (1886–1963), US-amerikanischer Politiker
- Cochran, Roy (1919–1981), US-amerikanischer Hürdenläufer und Sprinter
- Cochran, Shannon (* 1958), US-amerikanische Film- und Theaterschauspielerin
- Cochran, Steve (1917–1965), US-amerikanischer Schauspieler
- Cochran, Thad (1937–2019), US-amerikanischer Politiker der Republikanischen Partei
- Cochran, Thomas Childs (1902–1999), US-amerikanischer Historiker
- Cochran, Thomas Cunningham (1877–1957), US-amerikanischer Politiker
- Cochran, Todd (* 1951), US-amerikanischer Jazz- und Fusion-Pianist und Keyboarder
- Cochran, Wayne (1939–2017), US-amerikanischer R&B- und Soul-Sänger
- Cochran, Welker (1897–1960), amerikanischer Billardspieler
- Cochran, William, US-amerikanischer Jazz- und R&B-Musiker (Schlagzeug)
- Cochran, William (1943–2022), US-amerikanischer Opernsänger (Heldentenor)
- Cochran, William D. (* 1950), US-amerikanischer Astronom und Astrophysiker
- Cochran, William Gemmell (1909–1980), schottischer Statistiker
- Cochran-Siegle, Ryan (* 1992), US-amerikanischer Skirennläufer
- Cochrane de Alencar, José (1898–1971), brasilianischer Diplomat
- Cochrane Filho, Osvaldo (1933–2020), brasilianischer Wasserballspieler
- Cochrane Smith, Fanny (1834–1905), Schriftstellerin, politische Aktivistin der AboriginesFanny Cochrane Smith (1834–1905)

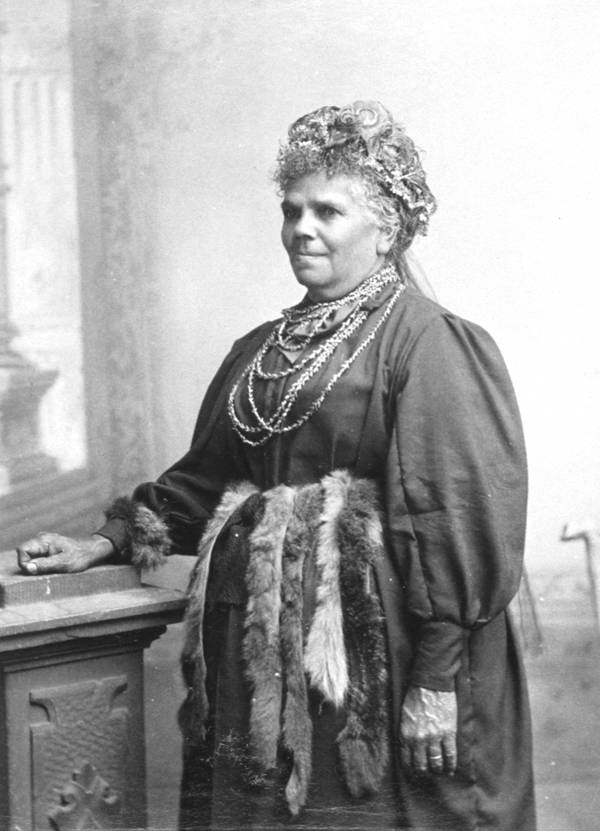
Fanny Cochrane Smith (1834–1905)

- Cochrane, Aaron Van Schaick (1858–1943), US-amerikanischer Jurist und Politiker
- Cochrane, Alex (* 2000), englischer Fußballspieler
- Cochrane, Alexander (1758–1832), Admiral der britischen Royal Navy
- Cochrane, Annalisa (* 1996), US-amerikanische Schauspielerin
- Cochrane, Archibald, 9. Earl of Dundonald (1749–1831), schottischer Peer, Chemiker und Unternehmer
- Cochrane, Archie (1909–1988), britischer Epidemiologe und Begründer der evidenzbasierten Medizin
- Cochrane, Blair (1853–1928), britischer Segler
- Cochrane, Clark B. (1815–1867), US-amerikanischer Jurist und Politiker
- Cochrane, Freddie (1915–1993), US-amerikanischer Boxer
- Cochrane, Glen (1958–2024), kanadischer Eishockeyspieler, -trainer und -scout
- Cochrane, Harry (* 2001), schottischer Fußballspieler
- Cochrane, Helen Lavinia (1868–1946), britische Malerin und Zeichnerin
- Cochrane, Iain, 15. Earl of Dundonald (* 1961), britischer Peer und Politiker
- Cochrane, James (1852–1905), kanadischer Politiker
- Cochrane, John (1798–1878), schottischer Schachspieler
- Cochrane, John (1813–1898), US-amerikanischer Politiker
- Cochrane, John, 2. Earl of Dundonald († 1690), schottischer Adliger und Politiker
- Cochrane, Josephine (1839–1913), US-amerikanische Erfinderin der Geschirrspülmaschine
- Cochrane, Justin (* 1982), antiguanischer Fußballspieler
- Cochrane, Michael (* 1947), britischer Schauspieler
- Cochrane, Michael (* 1948), US-amerikanischer Jazzpianist
- Cochrane, Michael (* 1991), neuseeländischer Hürdenläufer
- Cochrane, Mickey (1903–1962), US-amerikanischer Baseballspieler und -manager in der Major League Baseball
- Cochrane, Percy (1860–1937), britischer Unternehmer und Philanthrop
- Cochrane, Ralph (1895–1977), britischer Luftwaffenoffizier
- Cochrane, Rory (* 1972), US-amerikanischer Schauspieler, Songwriter und SängerRory Cochrane (* 1972)

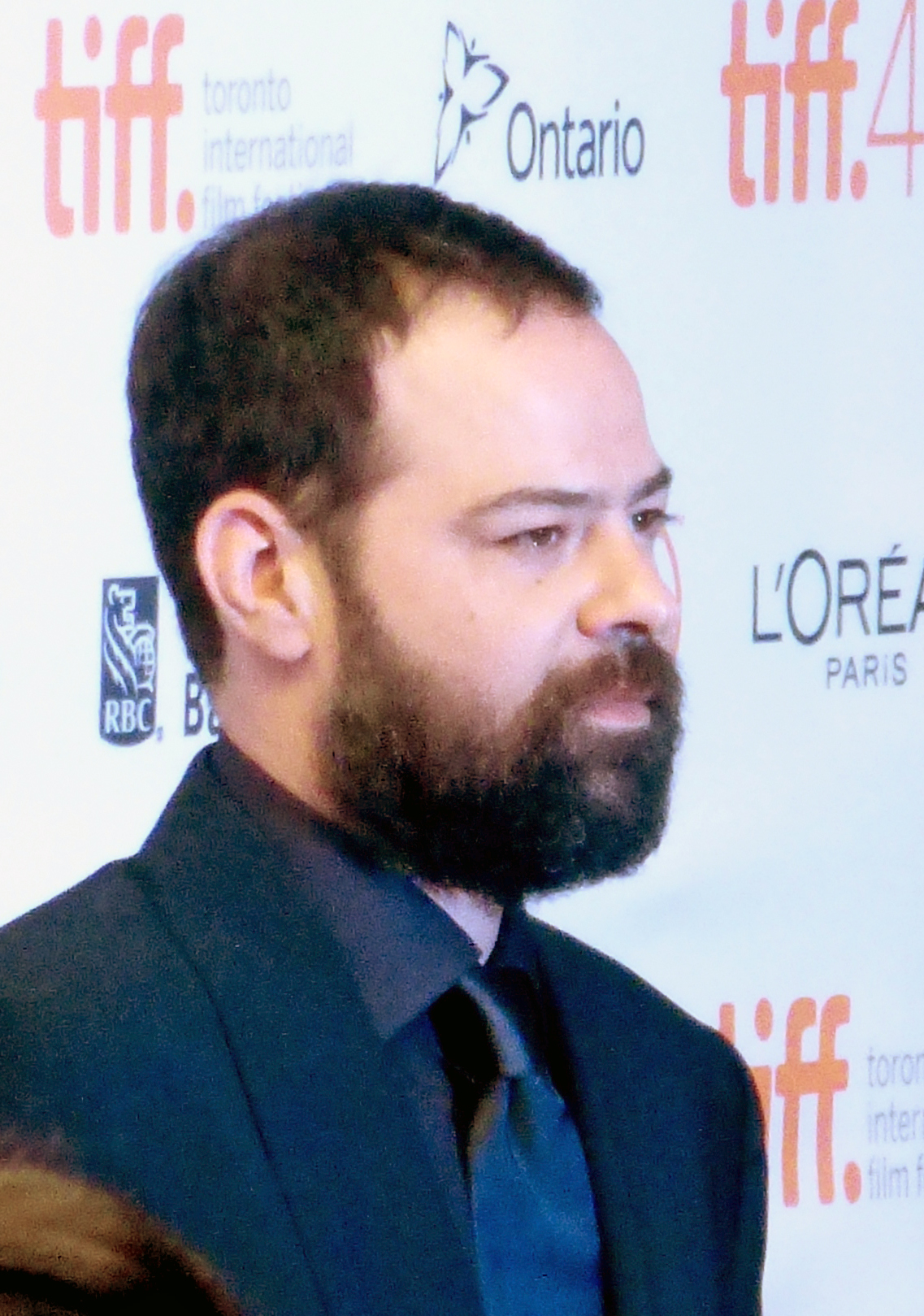
Rory Cochrane (* 1972)

- Cochrane, Ryan (* 1988), kanadischer Freistilschwimmer
- Cochrane, Thomas, 10. Earl of Dundonald (1775–1860), britischer Seeheld, Politiker, Freiheitskämpfer und Erfinder
- Cochrane, Tom (* 1953), kanadischer Sänger und KomponistTom Cochrane (* 1953)

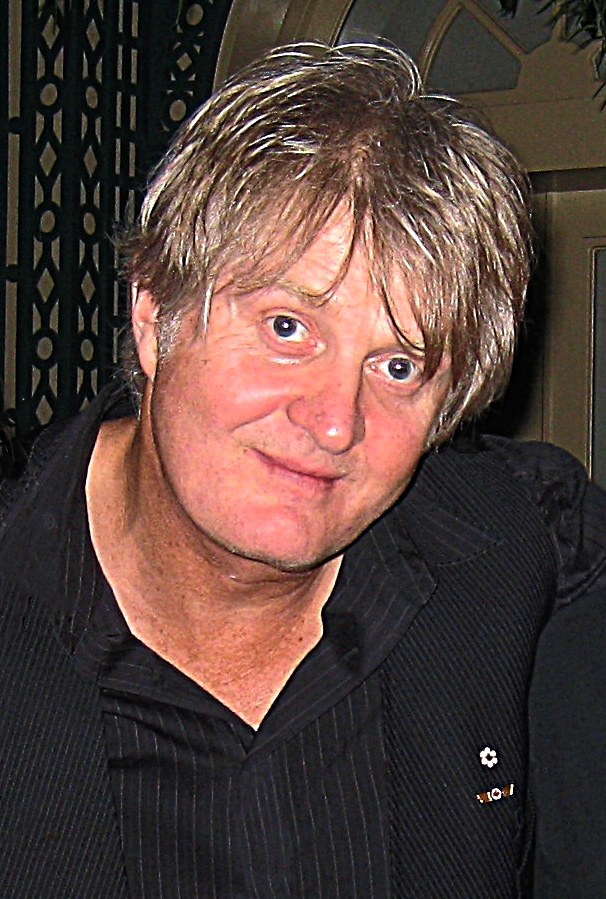
Tom Cochrane (* 1953)

- Cochrane, William E. (1926–1993), amerikanischer Science-Fiction-Autor
- Cochrane, William, 1. Earl of Dundonald (1605–1685), schottischer Adliger und Politiker
- Cochrane-Baillie, Charles, 2. Baron Lamington (1860–1940), britischer Politiker (Conservative Party), Gouverneur von Queensland und Gouverneur von Bombay

#### Coci
- Coci, Georg, deutscher Drucker
- Coci, Nicolae, aromunischer Hofbeamter in Moldau und der Walachei
- Cociaș, Victoria (* 1957), rumänische Schauspielerin
- Cocić, Miloš (* 2003), serbischer Fußballspieler
- Cociña, Joaquín (* 1980), chilenischer Illustrator, Bühnenbilddesigner und Filmemacher
- Cocioran, Marius (* 1983), rumänischer Leichtathlet
- Cociș, Răzvan (* 1983), rumänischer Fußballspieler

#### Cocj
- Çoçja, Gentjan (* 1974), albanischer Fußballspieler

#### Cock
- Cock Buning, Madeleine de (* 1966), niederländische Juristin und Hochschullehrerin
- Cock, Hendrik (1794–1866), niederländischer Rechtsgelehrter und Politiker
- Cock, Hendrik de (1801–1842), reformierter Theologe
- Cock, Hieronymus († 1570), niederländischer Verleger
- Cock, Jan Wellens de, flämischer Maler
- Cockayne, Leonard (1855–1934), britisch-neuseeländischer Botaniker
- Cockayne, William (1561–1626), britischer Händler und Politiker
- Cockayne-Cust, Henry (1861–1917), britischer Journalist und Politiker, Mitglied des House of Commons
- Cockburn, Alexander (1776–1852), britischer Botschafter
- Cockburn, Alexander (1941–2012), irischer Journalist
- Cockburn, Alexander, 12. Baronet (1802–1880), englischer Anwalt, Politiker, Mitglied des House of Commons und Richter
- Cockburn, Alison (1713–1794), schottische Poetin und Salonière
- Cockburn, Alistair (* 1953), amerikanischer Informatiker
- Cockburn, Andrew (* 1954), australischer Evolutionsbiologe und Naturschutz-Wissenschaftler
- Cockburn, Bill (1902–1975), kanadischer Eishockeytorwart
- Cockburn, Bruce (* 1945), kanadischer Folkgitarrist und SängerBruce Cockburn (* 1945)

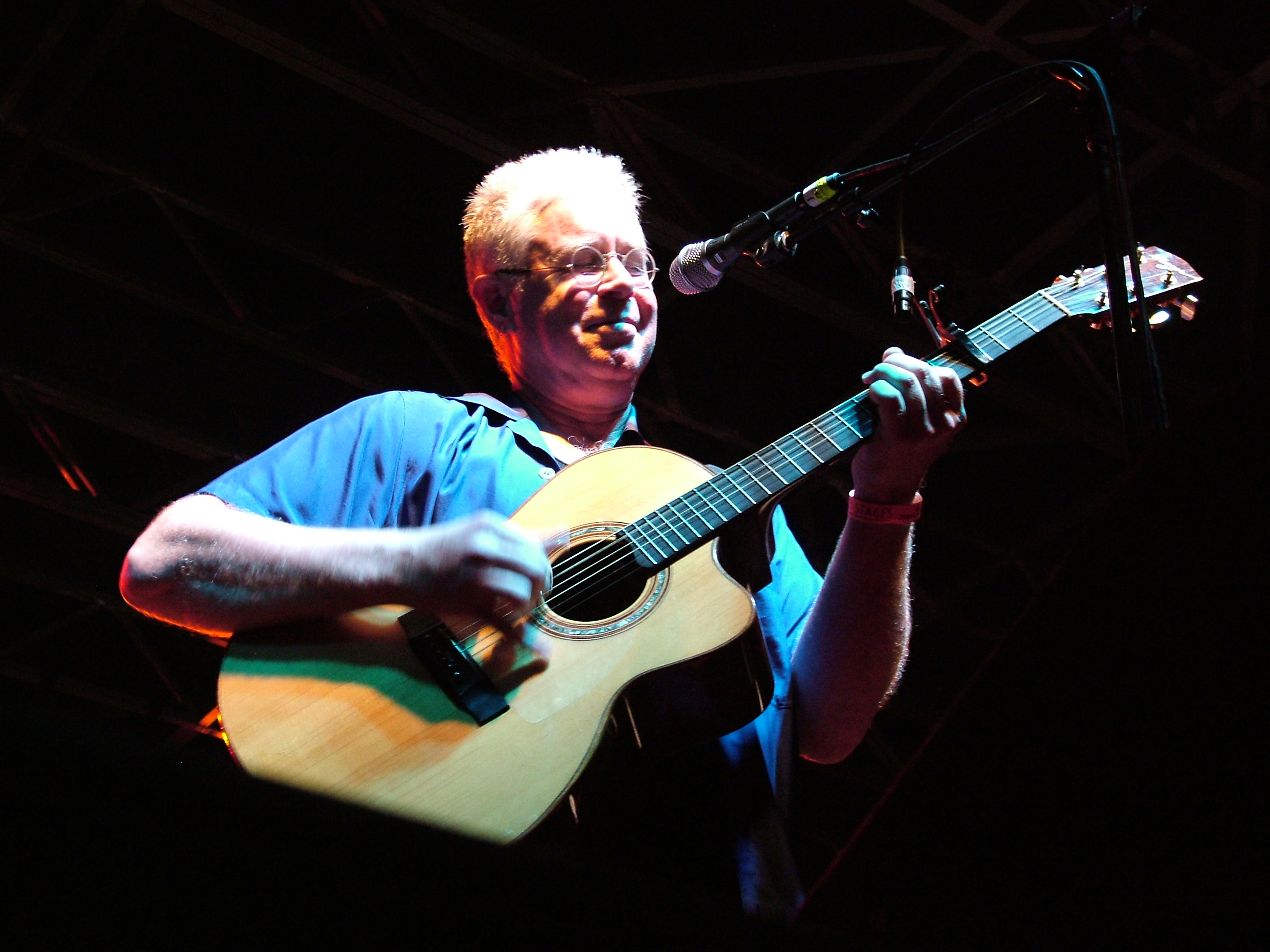
Bruce Cockburn (* 1945)

- Cockburn, Claud (1904–1981), britischer Journalist
- Cockburn, George (1772–1853), britischer Marineoffizier
- Cockburn, Henry (1921–2004), englischer Fußballspieler und -trainer
- Cockburn, James (1819–1883), kanadischer Politiker
- Cockburn, John (1850–1929), australischer Politiker, Premierminister von South Australia
- Cockburn, Karen (* 1979), kanadische Trampolinturnerin
- Cockburn, Kylie (* 1988), schottische Fußballschiedsrichterassistentin
- Cockburn, Murray (* 1933), kanadischer Sprinter
- Cockburn, Serge (* 1990), australischer Schauspieler
- Cockcroft, Donald W. (* 1946), kanadischer Pneumologe
- Cockcroft, Eva (1936–1999), US-amerikanische Malerin und Kunsthistorikerin
- Cockcroft, James D. (1935–2019), US-amerikanischer politischer Analyst
- Cockcroft, John (1897–1967), britischer AtomphysikerJohn Cockcroft (1897–1967)

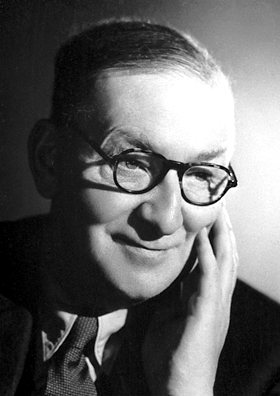
John Cockcroft (1897–1967)

- Cocke, C. Lewis (* 1940), US-amerikanischer Physiker
- Cocke, John (1925–2002), amerikanischer Informatiker
- Cocke, John Alexander (1772–1854), US-amerikanischer Politiker
- Cocke, Philip St. George (1809–1861), Brigadegeneral des konföderierten Heeres im Sezessionskrieg
- Cocke, William (1748–1828), US-amerikanischer Politiker (Demokratisch-Republikanische Partei)
- Cocke, William Michael (1815–1896), US-amerikanischer Politiker
- Cockell, Don (1928–1983), britischer Boxer
- Cockenpot, Francine (1918–2001), französische Komponistin und Autorin
- Cocker, Jarvis (* 1963), britischer Musiker
- Cocker, Joe (1944–2014), britischer Rock- und Blues-SängerJoe Cocker (1944–2014)

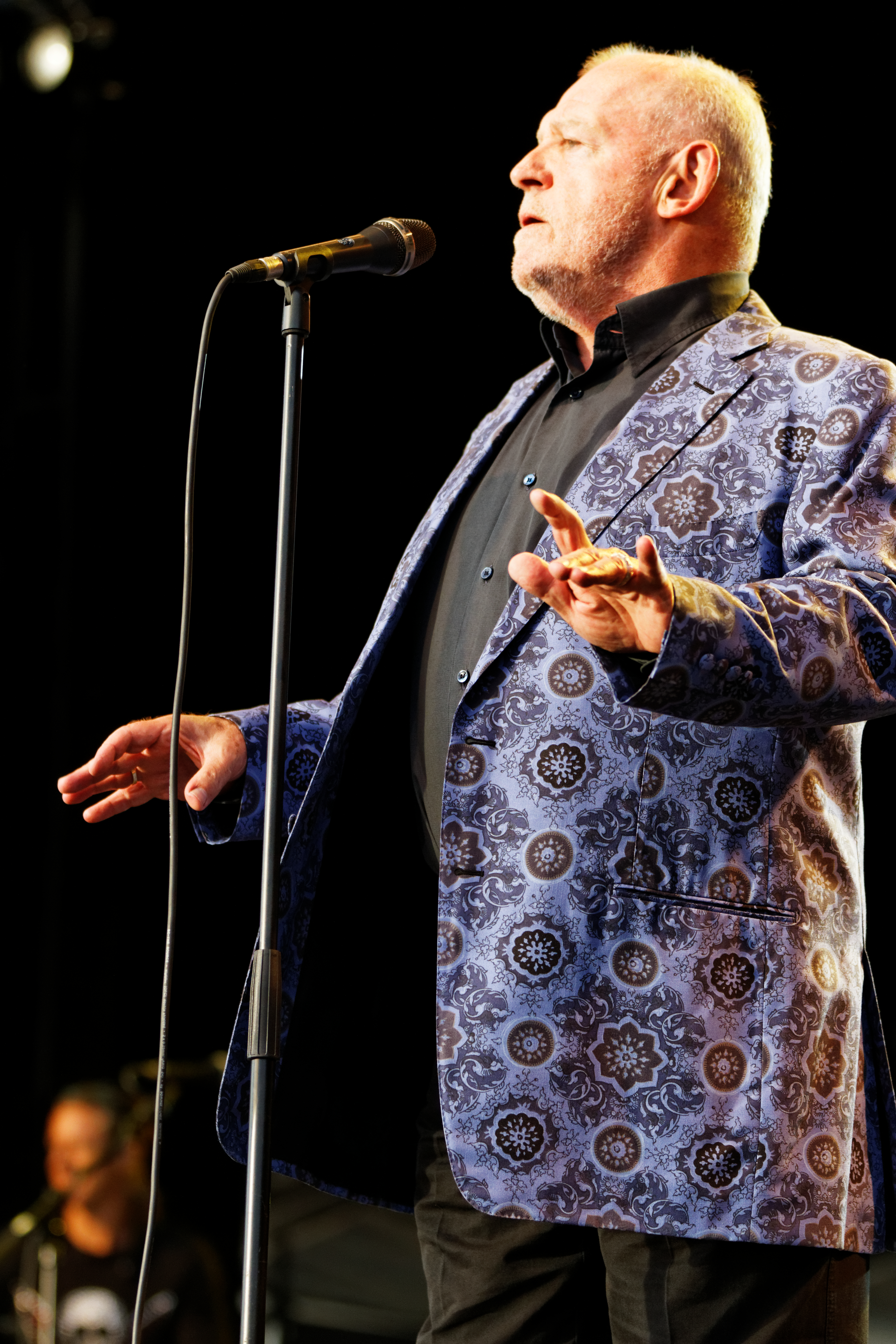
Joe Cocker (1944–2014)

- Cocker, Jonny (* 1986), britischer Autorennfahrer
- Cocker, Linzey (* 1987), britische Schauspielerin
- Cockerell, Charles Robert (1788–1863), britischer Architekt und Archäologe
- Cockerell, Christabel (1864–1951), britische Malerin
- Cockerell, Christopher (1910–1999), britischer Ingenieur und Erfinder des Hovercrafts
- Cockerell, Fritz (1889–1965), deutscher Pionier des Motorrad-, Automobil- und Motorenbaus
- Cockerell, Mark (* 1962), US-amerikanischer Eiskunstläufer
- Cockerell, Olive Juliet (1868–1910), englisch-britische Künstlerin, Illustratorin und Gärtnerin
- Cockerell, Sydney Morris (1906–1987), britischer Buchbinder, Buchrestaurator und Papierdesigner
- Cockerill, James (1787–1837), deutscher Unternehmer
- Cockerill, John (1790–1840), belgischer UnternehmerJohn Cockerill (1790–1840)

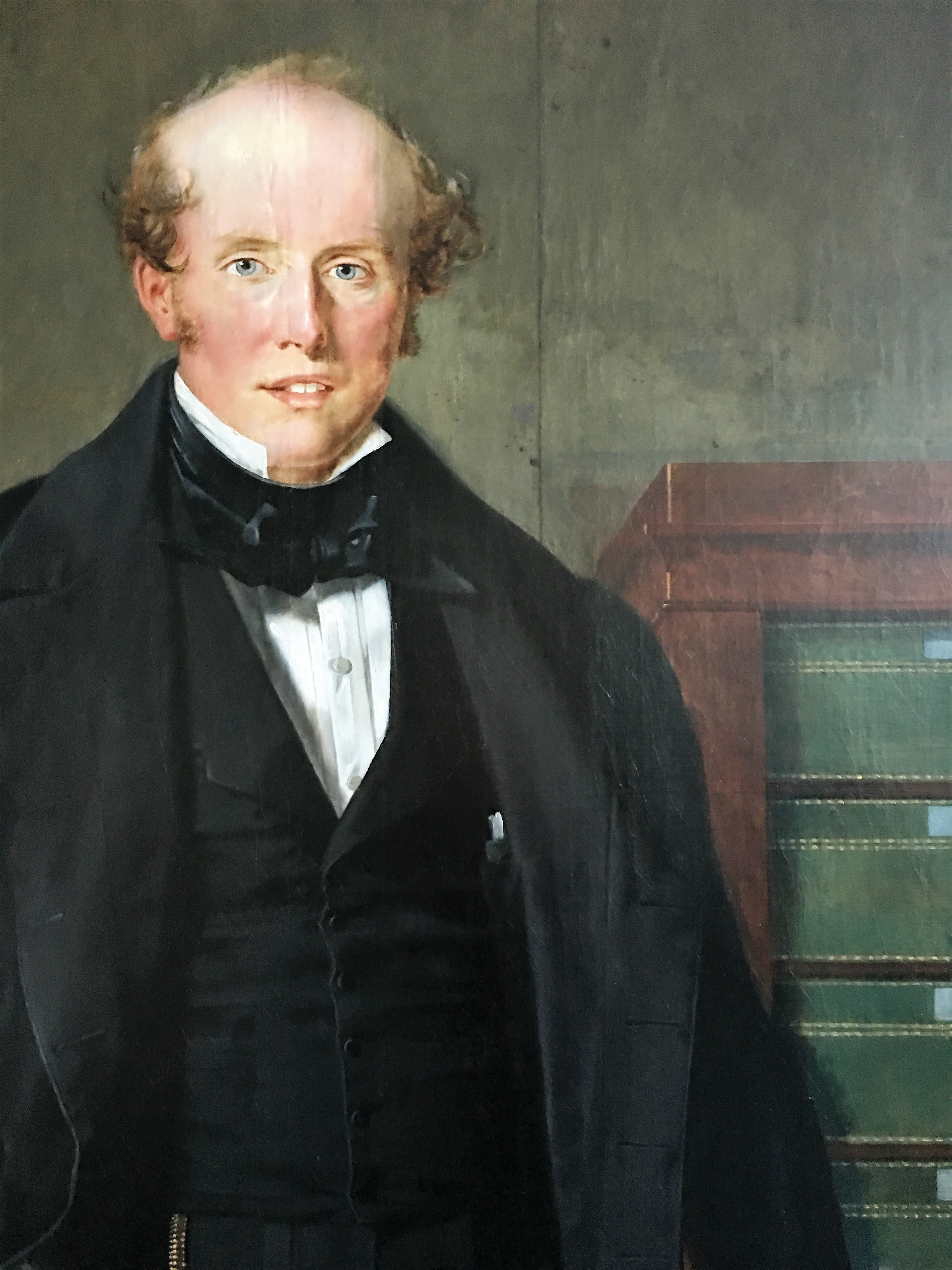
John Cockerill (1790–1840)

- Cockerill, Joseph R. (1818–1875), US-amerikanischer Politiker
- Cockerill, Philipp Heinrich (1821–1903), deutscher Unternehmer und Mäzen
- Cockerill, William (1759–1832), britisch-französischer Unternehmer und Industriepionier
- Cockerill, William Junior (1784–1847), britischer Unternehmer, Textilmaschinenfabrikant, Wollfabrikant
- Cockfield, Arthur (1916–2007), britischer Politiker
- Cocking, Robert (1776–1837), britischer Erfinder
- Cockle, Walter E. H. (1939–2018), britischer Papyrologe
- Cockney, Jesse (* 1989), kanadischer Skilangläufer
- Cockran, William Bourke (1854–1923), US-amerikanischer Politiker
- Cockrell, Anna (* 1997), US-amerikanische Hürdenläuferin
- Cockrell, Chris, US-amerikanischer Musiker
- Cockrell, Francis (1834–1915), US-amerikanischer Senator und Brigadegeneral der Konföderierten im Sezessionskrieg
- Cockrell, Jeremiah V. (1832–1915), US-amerikanischer Politiker
- Cockrell, Kenneth (* 1950), amerikanischer Astronaut
- Cockrell, Thad, US-amerikanischer Sänger und Songwriter
- Cocks, Clifford (* 1950), britischer Mathematiker
- Cocks, Jay (* 1944), US-amerikanischer Drehbuchautor
- Cocks, Laura, amerikanische Flötistin und Musikwissenschaftlerin
- Cocks, Lindsay (1934–1955), australischer Bahnradsportler
- Cocks, Michael, Baron Cocks of Hartcliffe (1929–2001), britischer Politiker, Mitglied des House of Commons, Life Peer
- Cocks, Richard (1566–1624), englischer Kaufmann
- Cocks, Robin (1938–2023), britischer Geologe
- Cocks, Ronnie (1943–2017), maltesischer Fußballspieler und -trainer
- Cocks, Seymour (1882–1953), britischer Politiker (Labour Party)
- Cocks, William W. (1861–1932), US-amerikanischer Politiker
- Cockshott, Paul (* 1952), schottischer Informatiker, Kommunist, Associate Professor
- Cocksworth, Christopher (* 1959), britischer anglikanischer Theologe

#### Cocl
- Coclers, Marie-Lambertine (* 1761), flämische Radiererin und Kupferstecherin
- Coclico, Adrianus Petit, franko-flämischer Komponist, Sänger und Musiktheoretiker der Renaissance

#### Coco
- Coco Nut, Marquis de (* 1962), französischer Abenteurer
- Coco, Alex, US-amerikanischer Filmproduzent und Filmeditor
- Coco, Donato (* 1956), italienischer Kraftfahrzeugdesigner
- Coco, Francesco (* 1977), italienischer Fußballspieler
- Coco, James (1930–1987), US-amerikanischer SchauspielerJames Coco (1930–1987)

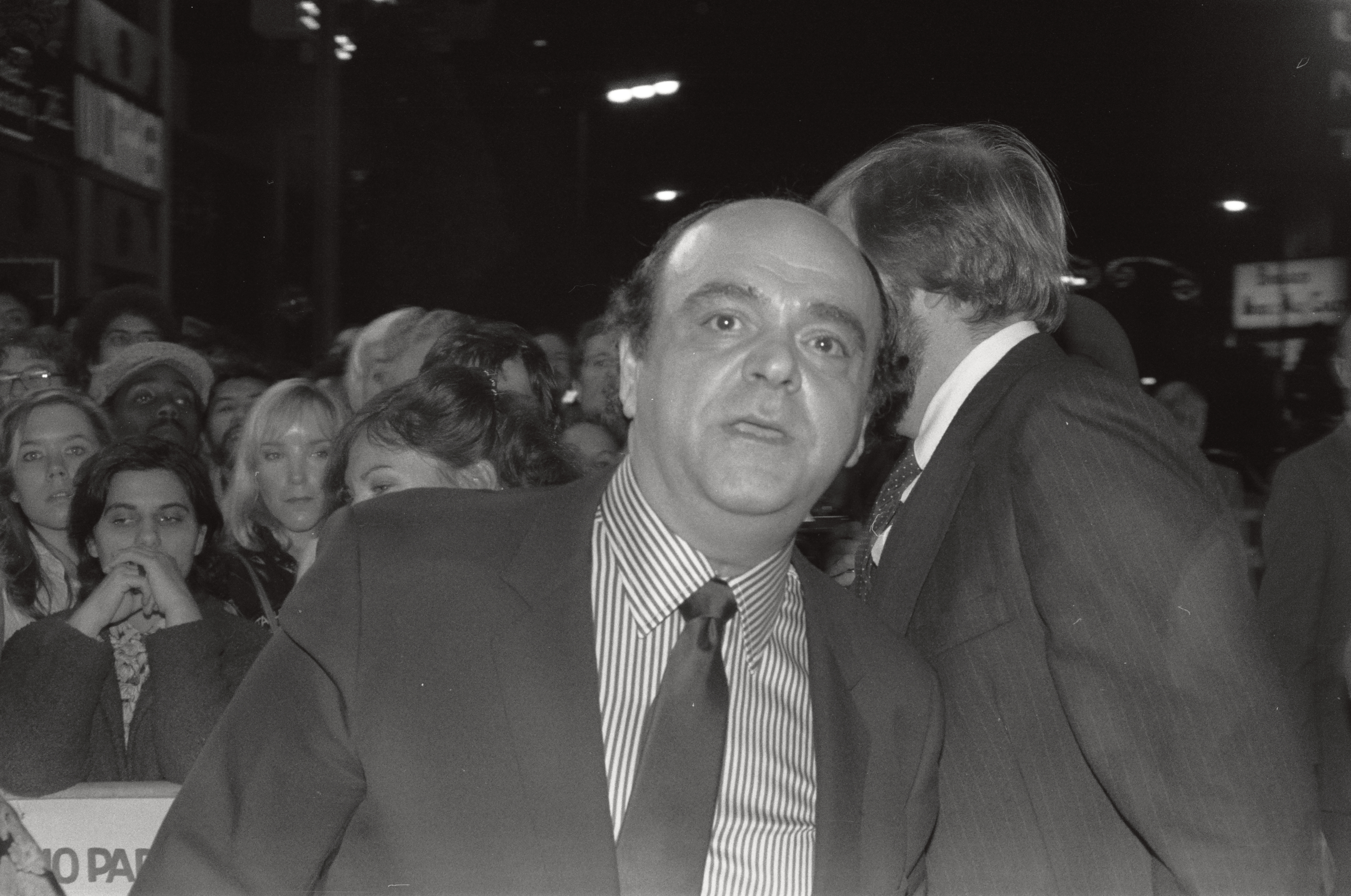
James Coco (1930–1987)

- Cocó, June (* 1985), deutsche Sängerin, Musikerin, Songwriterin und Musikproduzentin
- Coco, Lorenzo (* 2003), österreichischer Fußballspieler
- Coco, Marcus (* 1996), französischer Fußballspieler
- Coco, Simone, britischer Visual-Effects-Künstler
- Cocoa Tea (1959–2025), jamaikanischer Reggae- und Dancehall-Sänger
- Çoçoli, Kujtim (* 1952), albanischer Fußballspieler
- Cocom, Nachi, Mayafürst
- Coconcelli, Jochen (* 1984), deutscher Mountainbike-Rennfahrer
- Cocopelli, Mai (* 1975), österreichische Kinderliedermacherin und Musikpädagogin

#### Cocq
- Cocq, Cornelis de (1815–1889), niederländischer Stillleben- und Porträtmaler, sowie Aquarellist und Radierer
- Cocq, Hendrick Joseph Cornelius Maria de (1906–1998), niederländischer Bischof der römisch-katholischen Kirche
- Cocquerel, Thomas (* 1989), australischer Schauspieler in Film und Fernsehen
- Cocquyt, Nicky (* 1984), belgischer Radrennfahrer

#### Coct
- Cocteau, Jean (1889–1963), französischer Schriftsteller, Regisseur und MalerJean Cocteau (1889–1963)

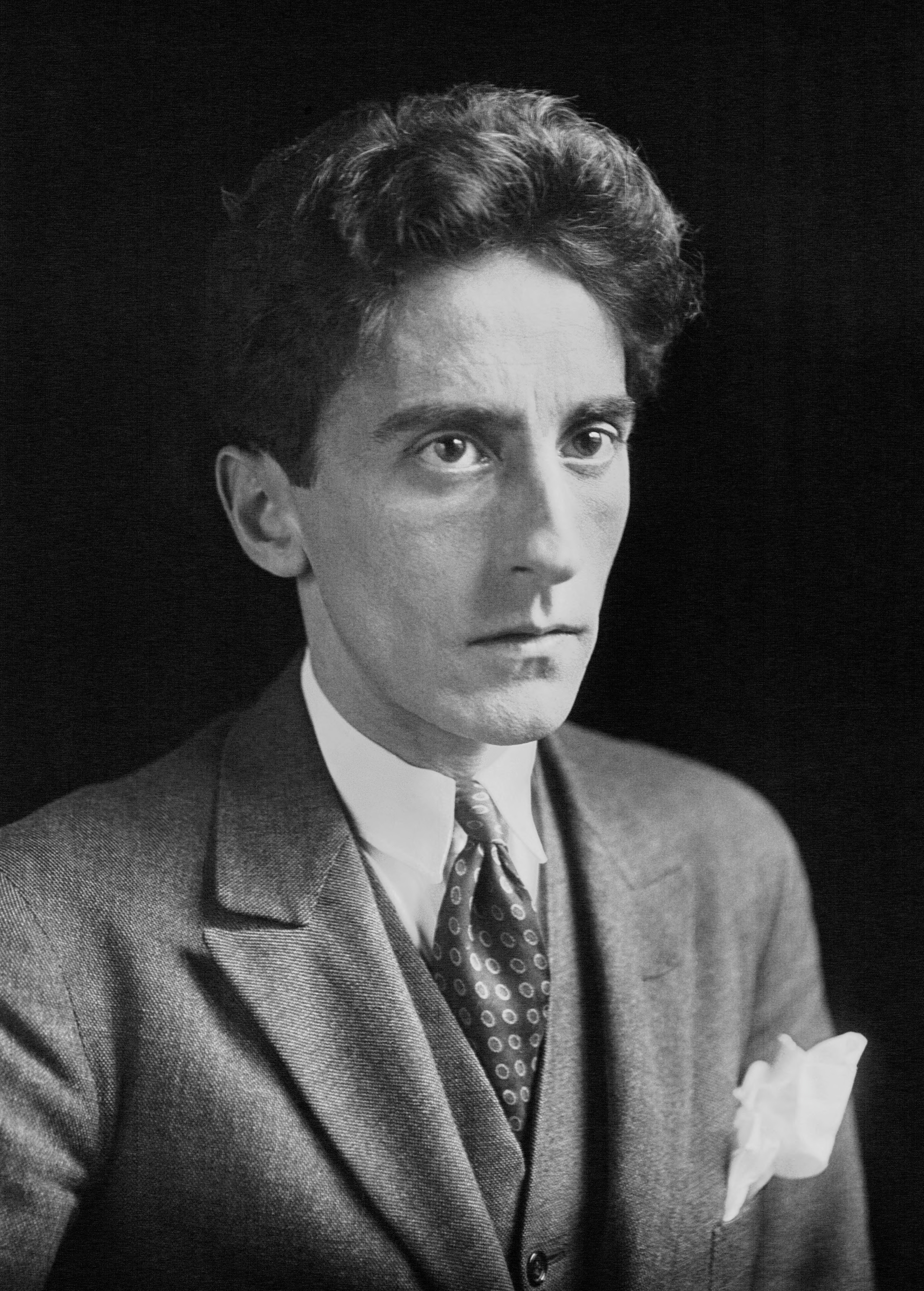
Jean Cocteau (1889–1963)

- Cocteau, Jean Théodore (1798–1838), französischer Arzt und Herpetologe

#### Cocu
- Cocu, Phillip (* 1970), niederländischer Fußballspieler und -trainer
- Cocuet, Paul (* 1869), französischer Ruderer
- Cocuzzo, Joe (1937–2008), US-amerikanischer Jazzmusiker und Songwriter

### Cod
- Coda, Andrea (* 1985), italienischer Fußballspieler
- Coda, Bartolomeo († 1565), italienischer Dominikaner und Maler
- Coda, Benedetto († 1535), italienischer Maler
- Coda, Giovanni (* 1964), italienischer Regisseur und Fotograf
- Coda, John, US-amerikanischer Komponist und Produzent mit einem Schwerpunkt auf Filmmusik
- Coda, Massimo (* 1988), italienischer Fußballspieler
- Codallos, Felipe (1790–1849), mexikanischer Politiker
- Codaro, Osvaldo (1930–2017), argentinischer Wasserballspieler
- Codazzi, Agostino (1793–1859), italienischer Militär, Geograf und Kartograf
- Codazzi, Delfino (1824–1873), italienischer Mathematiker
- Codazzi, Niccolò († 1693), italienischer Maler von Quadraturen und Veduten
- Codazzi, Viviano († 1670), italienischer Maler von Veduten und Quadraturen
- Codd, Clara (1876–1971), englisch-britische Theosophin, Autorin und Suffragette
- Codd, Edgar F. (1923–2003), britischer Mathematiker und Datenbanktheoretiker
- Codd, George P. (1869–1927), US-amerikanischer Politiker
- Coddaeus, Wilhelm (* 1575), niederländischer Altphilologe
- Codde, Petrus (1648–1710), niederländischer Bischof
- Codde, Pieter (1599–1678), niederländischer Maler
- Codding, James Hodge (1849–1919), US-amerikanischer Politiker
- Coddington, Edwin Foster (1870–1950), US-amerikanischer Astronom und Mathematiker
- Coddington, William († 1678), englischer Jurist und Politiker
- Coddou H., Reinaldo (* 1971), deutscher Fotograf
- Coddou, Arturo (1905–1954), chilenischer Fußballspieler
- Code Black (* 1987), australischer DJ und Musikproduzent
- Code, Alan (* 1951), US-amerikanischer Philosoph und Philosophiehistoriker
- Code, Lorraine (* 1937), kanadische Philosophin und Wissenschaftstheoretikerin
- Codecasa, Louise (1856–1933), österreichische Malerin
- Codee, Ann (1890–1961), belgisch-amerikanische Schauspielerin
- Codelli, Anton von (1875–1954), Erfinder
- Codemo, Luigia (1828–1898), italienische Schriftstellerin
- Coder, Bruno, deutscher Kammergutspächter und Politiker
- Codera, Wolf (* 1961), deutscher Saxophonist und Klarinettist
- Coderch, Josep Antoni (1913–1984), spanischer Architekt
- Codere, Helen (1917–2009), US-amerikanische Anthropologin
- Čodere, Madara (* 1988), lettische Skispringerin
- Coderey, Corinne (1935–1998), Schweizer Schauspielerin
- Coderre, Denis (* 1963), kanadischer Politiker
- Codesal Méndez, Edgardo (* 1951), mexikanischer Fußballschiedsrichter
- Codesido, Julia (1883–1979), peruanische Malerin und Professorin
- Codey, Richard (* 1946), US-amerikanischer Politiker
- Codia, Piero (* 1989), italienischer Schwimmer
- Codin, Cosmin (* 1994), rumänischer Naturbahnrodler
- Codina i Torrecilla, Jordi (* 1952), katalanischer klassischer Gitarrist, Dirigent, Komponist und Musikpädagoge
- Codina Rodríguez, Jordi (* 1982), spanischer Fußballspieler
- Codina, Albert, spanischer Squashspieler
- Codina, Genaro (1852–1901), mexikanischer Komponist und Musiker
- Codina, Iván (* 1977), spanischer Eishockeyspieler
- Codina, Laia (* 2000), spanische FußballspielerinLaia Codina (* 2000)

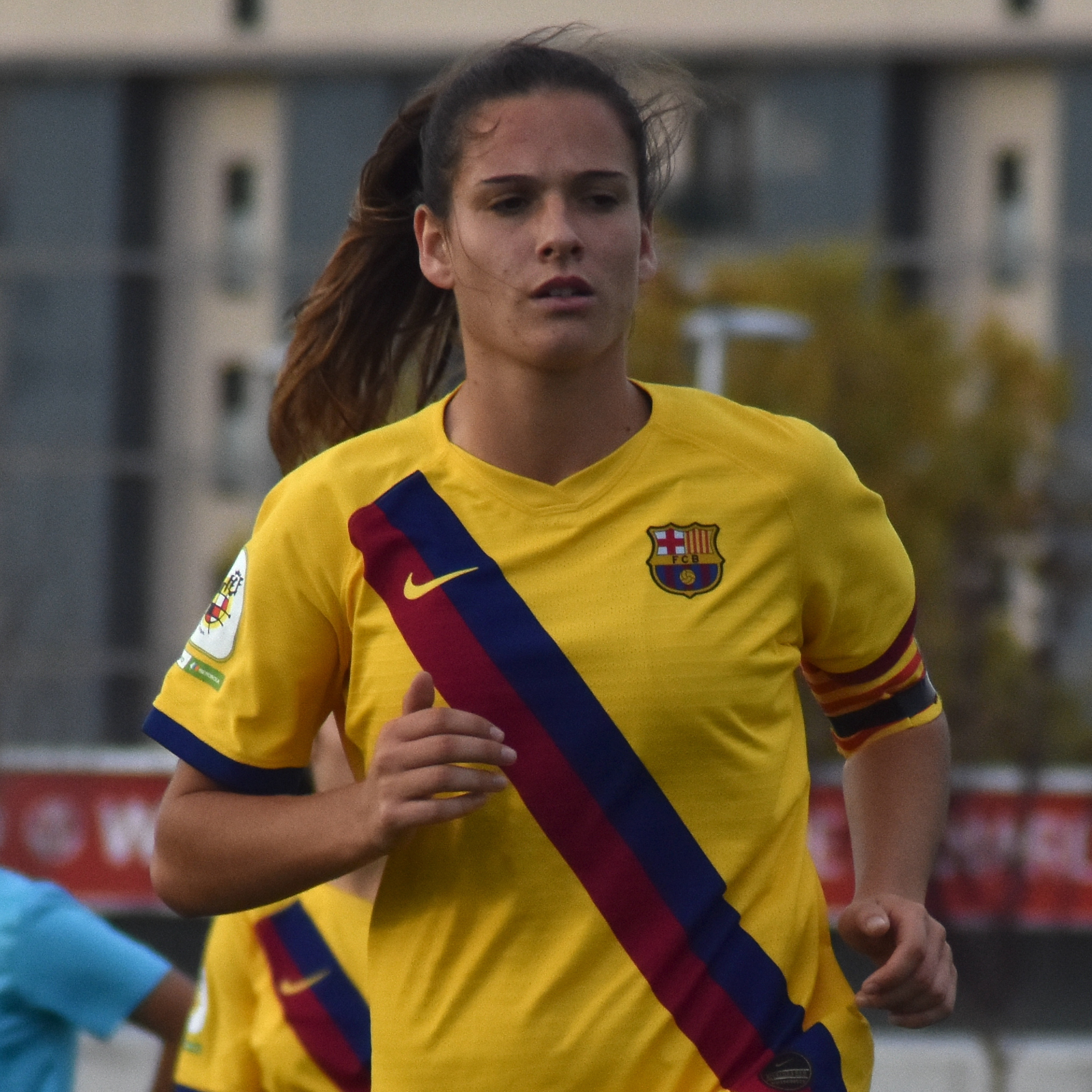
Laia Codina (* 2000)

- Codinach i Campllonc, Àngel (1922–1995), katalanischer Maler
- Codino, Fiona (* 1995), französische Tennisspielerin
- Codiroli, Pierre (1944–1996), Schweizer Literaturkritiker, Essayist, Publizist und Schriftsteller
- Codjia, Coffi (* 1967), beninischer Fußballschiedsrichter
- Codjia, Manu (* 1975), französischer Jazz- und Fusionmusiker (Gitarre, Komposition)
- Codling, Georges (1915–2004), kanadischer Pianist, Organist, Dirigent und Komponist
- Codman, Ernest Amory (1869–1940), US-amerikanischer Mediziner
- Codol, Massimo (* 1973), italienischer Radrennfahrer
- Codomann, Johann Paul (1656–1716), deutscher Maler
- Codrea, Paul (* 1981), rumänischer Fußballspieler
- Codreanu, Corneliu Zelea (1899–1938), rumänischer PolitikerCorneliu Zelea Codreanu (1899–1938)

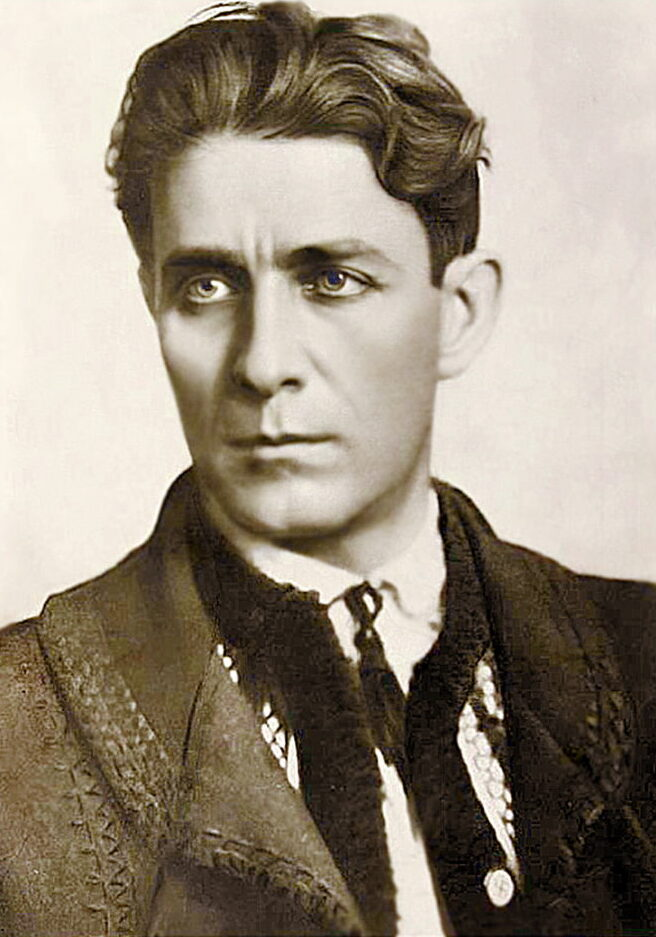
Corneliu Zelea Codreanu (1899–1938)

- Codreanu, Roman (1952–2001), rumänischer Ringer
- Codreanu-Windauer, Silvia (* 1955), deutsche Mittelalterarchäologin
- Codrescu, Andrei (* 1946), rumänisch-amerikanischer Schriftsteller
- Codrington, Edward (1770–1851), britischer Admiral und Politiker, Mitglied des House of Commons
- Codrington, Giovanni (* 1988), niederländischer Sprinter
- Codrington, Nigel (* 1979), guyanischer Fußballspieler
- Codrington, Ray, US-amerikanischer Jazztrompeter (auch Flügelhorn, Posaune, Gesang) und Hochschullehrer
- Codrington, Robert Henry (1830–1922), britischer anglikanischer Priester
- Codrington, William John (1804–1884), britischer General, Generalgouverneur von Gibraltar
- Codruț, Mariana (* 1956), rumänische Schriftstellerin
- Coduri, Camille (* 1965), britische SchauspielerinCamille Coduri (* 1965)

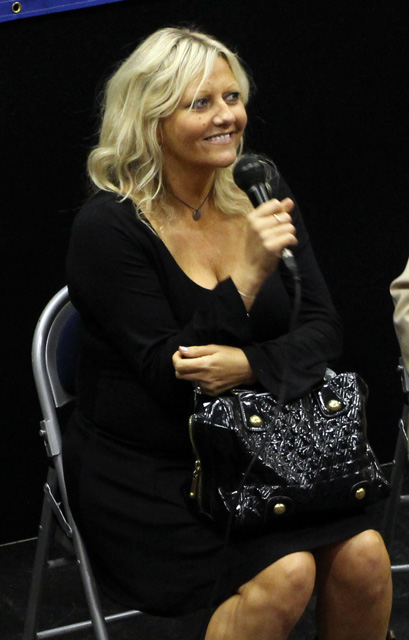
Camille Coduri (* 1965)

- Codussi, Mauro († 1504), italienischer Steinmetz und Architekt der Frührenaissance
- Cody, Bill (1891–1948), US-amerikanischer Filmschauspieler
- Cody, Diablo (* 1978), US-amerikanische Drehbuchautorin
- Cody, Gina (* 1957), kanadisch-iranische Ingenieurin und Unternehmerin
- Cody, Iron Eyes (1904–1999), US-amerikanischer Schauspieler
- Cody, Jake (* 1988), britischer Pokerspieler
- Cody, John (1907–1982), US-amerikanischer Geistlicher und römisch-katholischer Erzbischof von Chicago
- Cody, John Christopher (1899–1963), kanadischer römisch-katholischer Geistlicher und Bischof von London, Ontario
- Cody, Lew (1884–1934), US-amerikanischer Theater- und Filmschauspieler
- Cody, Liza (* 1944), englische Krimischriftstellerin
- Cody, Radmilla (* 1975), US-amerikanisches Navajo-Model, Sängerin und Aktivistin gegen häusliche Gewalt
- Cody, Richard A. (* 1950), US-amerikanischer General (U.S. Army), Vice Chief of Staff of the Army
- Cody, Samuel Franklin (1867–1913), US-amerikanischer Wildwest-Show-Darsteller und englischer Flugpionier
- Cody, Turner (* 1980), US-amerikanischer Singer-Songwriter
- Cody, William F. (1916–1978), US-amerikanischer Architekt